# ノースダコタ州の地理
ノースダコタ州の地理（ノースダコタしゅうのちり）では、アメリカ合衆国中央最北部に位置する農業州ノースダコタ州における自然地理、人文地理の対象となる特徴、すなわち地形、気候、産業、交通、都市、民族について扱う。

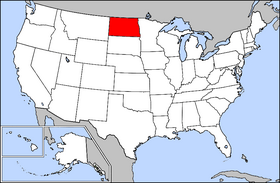
ノースダコタ州の位置

ノースダコタの地質、地形、土壌を決定した要因は先カンブリア代における安定陸塊の形成、中生代白亜紀における海進、新世代更新世におけるローレンタイド氷床の発達にある。ここに大陸性の気候、すなわち年較差の大きな気温変化と乾燥限界に比較的近い降水量が保たれたことで、風土が形成された。すなわち平坦な地形と草原、特殊な土壌である。
ノースダコタは冷涼で乾燥した気候、地形、全ての土壌のうち最も肥沃なモリソルが州全域に分布していることから、農作物、特に「春小麦」の栽培に最適であり、カナダサスカチュワン州と並び、北アメリカ大陸最大の春小麦地帯として栄えている。全世界でもこのような土地はノースダコタ周辺とウクライナにのみ広がる。ノースダコタの春小麦は19世紀中盤の大陸横断鉄道の時代からダコタ小麦として著名であり、現在に至るまでその地位を保ってきた。州の経済活動は農業を中核としており、交通機関も農業のために役立っている。
第二次世界大戦後はミシシッピ川の開発 (MVA) を先頭にエネルギー開発が進み、水力、火力、風力などの発電規模が拡大している。エネルギー価格上昇に従って、合衆国最大の風力発電基地に成長しつつある。
9割近い土地が極めて規則的な区画に基づいた農地として利用されるなか、安定した農業生産に向かない地域では自然保護が重視されており、野生動物保護区の数は全米で最も多い。
人口、人口密度ともに合衆国内でも最低レベルであること、農業が主力産業となっていることから、大平原グレートプレーンズに位置する他の農業州と同様、大都市は存在しない。州の最大都市ファーゴでもその人口は約12.6万人、州第2の都市である州都ビスマークは人口約7.4万人である。州の総人口は2020年で779,094人、全米50州のうち第47位で、ワシントン州シアトル市1市の人口（737,015人）よりもわずかに多いだけである。人口密度は4.4人/km²で、全米50州のうち第47位である。ドイツ系、ノルウェー系の住民が大多数を占めるなか、ネイティブ・アメリカンの社会活動も盛んである。
同州はニューハンプシャー州、バーモント州、メイン州と並んで、合衆国内で最も犯罪発生率の低い州の1つに数えられる。モーガン・クイットノー社の調査では、1994年の第1回調査から常に「全米の安全な州」のベスト5に入っており、2007年の調査では4年連続となるベスト1に輝いた。

## 領域

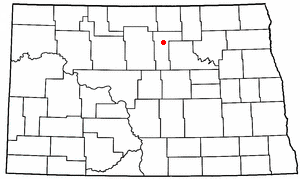
北アメリカ大陸の中心はノースダコタ州ラグビー市に重なる

ノースダコタ州の形状は東西に長い長方形（台形）であり、形状はほぼ黄金比となっている。東西545km、南北340kmに亘ってほぼ平坦な土地が広がる。面積は18万3000平方km、カンボジアよりわずかに広く、シリアよりもわずかに狭い。日本の国土と比較すると約1/2である。ノースダコタ州を国家別の面積順位に当てはめると第87位（もしくは89位）となる。
面積は51の州と地域のうち19位に相当するが西部、中西部諸州の中では平均よりも小さい。飛び地は存在しない。
北の州境はカナダ国境ともなっており、北西のサスカチュワン州、北東のマニトバ州と接する。西はロッキー山脈にかかるモンタナ州、東は五大湖の一つで世界最大の淡水湖スペリオル湖の西に広がるミネソタ州、南は金鉱とラシュモア山の4人の大統領の彫像で名高いサウスダコタ州に対する。
東の州境を除くと緯度経度に基づく直線的な人為「国境」である。北は北緯49度線、南は北緯45度56分線、西は西経104度3分線に基づく。東の州境はミネソタ州との間を流れるレッド川。レッド川はほぼ西経97度に沿って南から北へ流れている。
なお、北アメリカ大陸自体の中心はほぼ西経100度線上に乗るノースダコタ州ラグビー市（ピアース郡）と重なる（合衆国本土に限定すればカンザス州レバノン）。

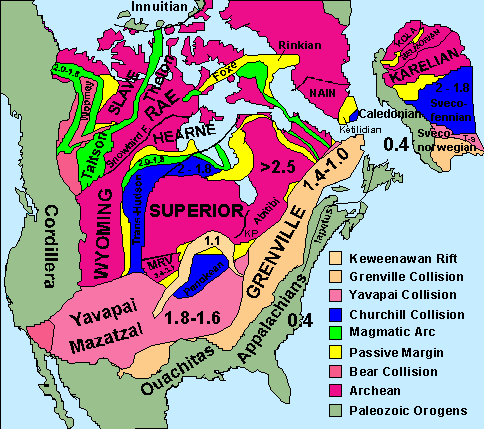
北アメリカ大陸の基盤（堆積層の底に位置する）

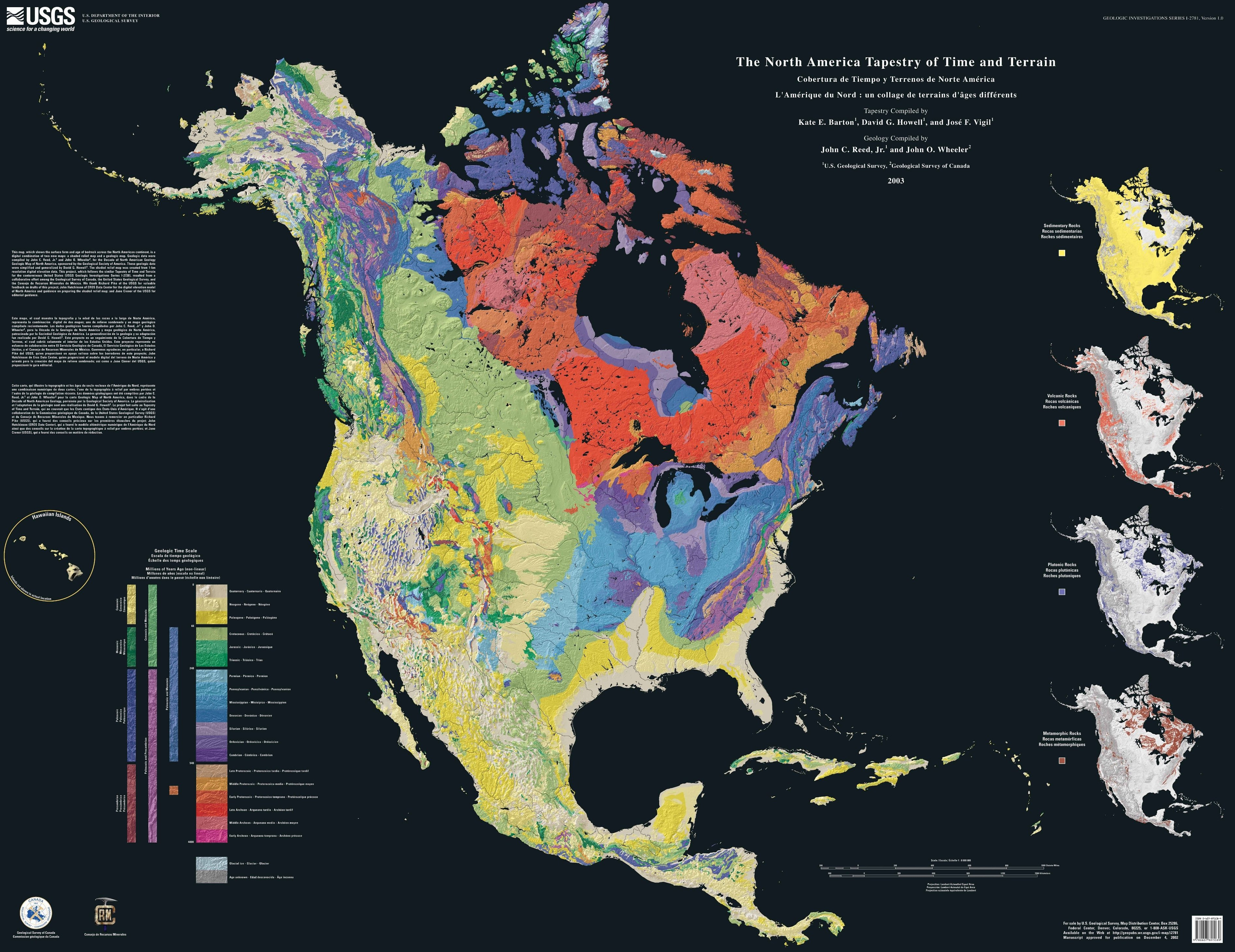
北アメリカ大陸の地質図 レッド川を境にノースダコタ州は薄緑色のCretaceous（西部は黄色のPaleogene）、東のミズーリ州は赤のLate Archeanの地層が地表に現れている。ノースダコタ州の位置はミズーリ川とレッド川の流路から分かる。

## 地形

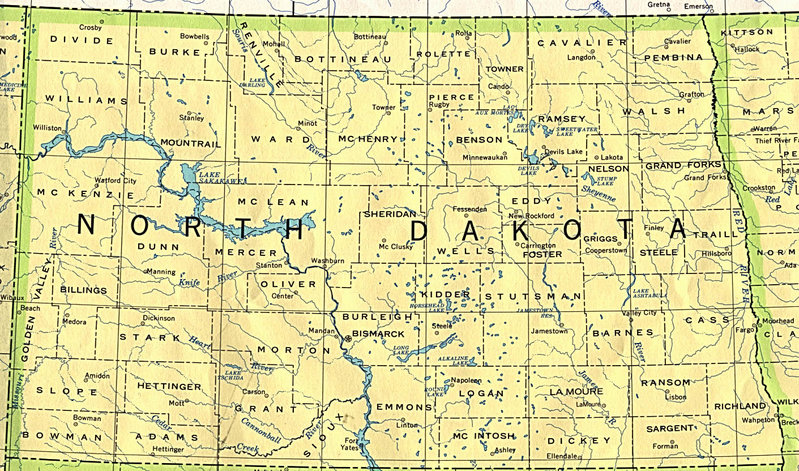
ノースダコタ州の河川と湖の分布、北西から南東にかけて、標高500mの等高線が分水界（ケスタ地形）となっている。中の中央部から東部にかけて無数の湖が分布していることが読み取れる。州の平均標高は580m。

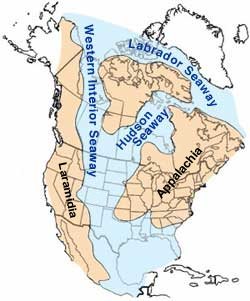
白亜紀における北米の様子 ノースダコタ州は浅海に沈んでいる

ノースダコタ全域に亘ってほぼ平坦な地形が続く。これは先カンブリア代以降、一度も地殻変動を受けなかったためである。しかしながら、海水面の変動による軽度の浸食輪廻が続いており、浸食地形に富む。地理的、生態学的に統一された最小の景観単位であるエコトープとしては、約20種類に分類できる。

### 安定陸塊
北アメリカ大陸は、西から (1) コルディレラ山脈、(2) 内部低地、(3)アパラチア山脈、から構成されており、北東部にカナダ盾状地が広がる。州の土地すべてが内部低地、すなわち、先カンブリア代に形成されたカナダ盾状地の上に堆積物が積み重なった土地、構造平野である。州の大規模地形を形成した要因は影響の大きさの順に3つある。(1) いくぶん傾いた構造平野であること、(2) 過去の氷床、(3) 氷床に由来する河川、である。地殻運動による地形は存在しない。
地形区部としては卓状地に属する。カナダ盾状地は世界最大の先カンブリア代の基盤岩であり、中央がいくぶん高く、周辺に向かって高度が下がる。いわば盾を伏せて置いたような高度分布が観察できる。岩体自体は花崗岩などの結晶質の岩石からなる。基盤が盾の形をしていることから、堆積物の量は州の北東端でほぼ0m、南西部では数100mに達する。
卓状地、すなわち、崖で囲まれたほぼ水平な台地であって、硬岩層が基盤となっている。卓状地は一般に基盤の上に古生代以降の薄い堆積層が広がっている。卓状地はロシア台地のように盾状地（バルト）の周辺に分布するものが多い。以上のような特徴はノースダコタ州において完全に合致している。なお、卓状地とは安定陸塊の一つであって、古生代以降の水平な地層が先カンブリア代の基盤の上に堆積しているものをいう。学術用語としては水平な硬岩層が削りだされたやや大規模な浸食面を呼ぶ。通常、そしてノースダコタの場合も、浸食面は水平である。構造平野とは、古生代や中生代など古い地質時代に由来する堆積層がほぼ水平な状態を維持した結果、浸食を受け続け、ノースダコタのように広域に亘る平坦地となったものをいう。
安定陸塊でありながら、ノースダコタ州の地殻は過去6000年間に数mという規模で上昇している。原因は、数万年単位で存在していたローレンタイド氷床が5000から6000年前に消失したことだ。1平方m当たり1000トンもの氷河の圧力が失われたため、水に浮かぶ氷の挙動に例えられるアイソスタシーの条件を満たすよう、極めて緩慢ながら地殻が持ち上がりつつある。氷河の中心域だったハドソン湾では1平方mあたり3000トン以上の圧力がかかっており、中心域では同期間に100m以上隆起している。北アメリカ大陸中央部の地殻の厚み（地表からモホロビチッチ不連続面までの深さ）は地震波による。

### ケスタ地形
州の地形を2分する線が2つある。一つが、州の北西から南東にかけた対角線に当たる直線、国道52号線の南西10kmを道路と平行に走っている線である。これはケスタ地形を特徴づける長大な崖だ。正確にはケンメアの東、マイノット市の南西、ハービーの南西、ジェームズタウン市の西を結ぶ線上に崖が連なる。特に州北西部から現在のマクレーン郡に至る部分については判別が容易く、合衆国編入以前のフランス人がすでに認識していた。19世紀末に至るまでフランス語のまま PLATEAU DU COTEAU DU MISSOURI （ミズーリ分水界）と呼ばれてもいた。

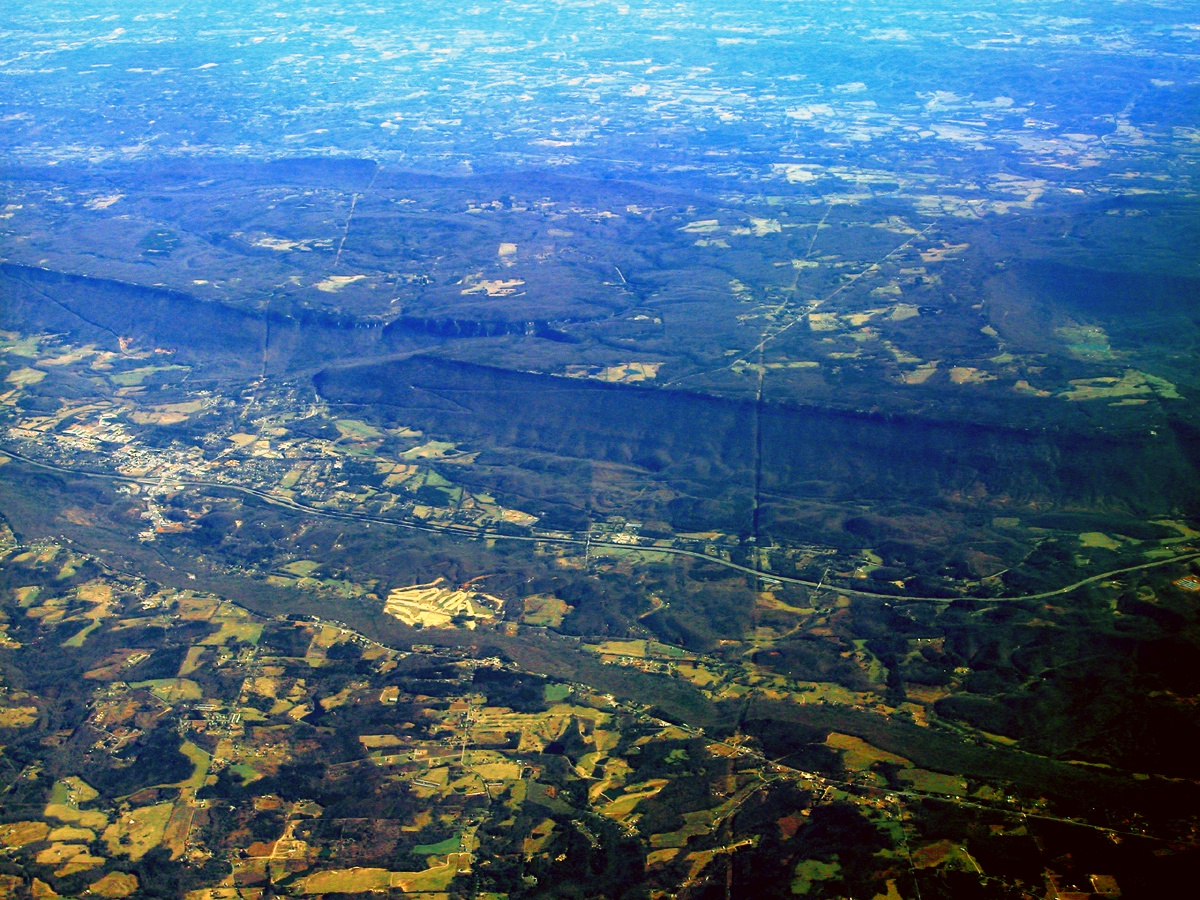
ケスタ地形（テネシー州） 崖と緩やかな傾斜の組合せが長距離に亘って連続することが特徴。断層地形ではない。

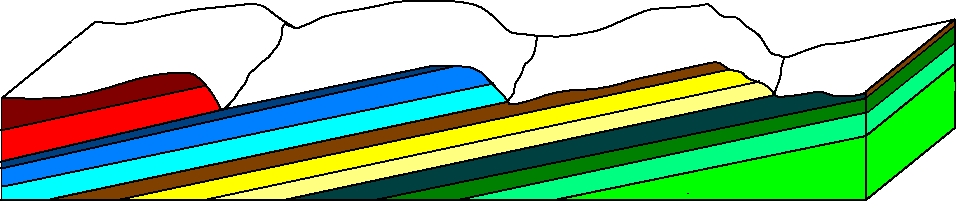
ケスタ地形の概念図 広い範囲にわたって硬い地層とやわらかい地層がわずかに傾いて交互に重なっていた場合、侵食によってケスタ地形が生成する

ケスタの外見は写真のように「稜線」の一方が崖、もう一方が緩やかな傾斜をもつ連続した丘陵である。横断面が非対称であることが特徴だ。構造平野に発達しやすく、特にある方向に緩やかに傾斜し、石灰岩などの硬い堆積層と頁岩などの軟らかい堆積層が交互に重なっていることが成立条件となる。このような平野で浸食が進むと地層の硬さによる選択的な浸食が起こり、軟質の堆積層のみが浸食されていく。硬質な堆積層が残り、図のような丘が形成される。緩やかな斜面の傾斜は堆積層の傾斜と一致する。丘の間隔は堆積層の傾斜角のほか、堆積層の数と厚さに依存する。ノースダコタ州の場合、丘の数は2つしか認められない。すなわち、州の中央を斜めに横断する線と、州北東端ペンビナ郡にわずかにかかる線である。パリ盆地、ロンドン盆地に見られるケスタは、ある一点に向かって傾斜する構造平野に見られるもので、ケスタは同心円状に形成されている。ノースダコタ州のケスタは傾いた平面状の平野で形成されたため、崖が数100kmの長さに亘って続く。
ケスタは標高500mの等高線とほぼ一致し、州を2つに分ける分水界ともなっている。500m線の北東側は基盤となるカナダ盾状地を古生代に形成された地層が覆っている。これは合衆国中西部の州に共通する特徴だ。ケスタの南西側はさらに第三紀に形成された地層が重なる。ノースダコタでは地殻運動が起こらなかったため、ケスタよりも急峻なホグバック地形は見られない。

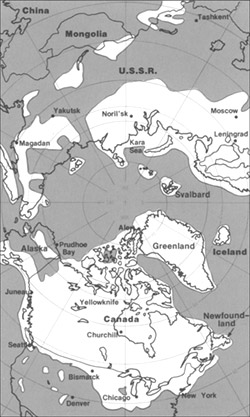
更新世の氷床分布 北米においては西のコルディエラ氷床と東のローレンタイド氷床の間に氷に覆われなかった地域があったが、ここでは無視した。図下中央にBismark（ノースダコタ州州都）の文字が見える

### 氷河地形
州を二分するもう1つの線は州の西から入り、南に抜けるミズーリ川である。最終氷期の1つ前、更新世にカナダ北東部ハドソン湾を中心としたローレンタイド氷床は1200万平方kmにまで発達した。西のロッキー山脈を中心としたコルディエラ氷床と並び、北アメリカ大陸北部をほぼ完全に覆っていたことになる。ローレンタイド氷床はノースダコタにおいては1万6000年から1万8000年前ごろに最大規模に達し、ちょうど州を横断するミズーリ川に至るまで発達していたことが分かっている。このため州内には氷河の残した大小さまざまな堆積物が残る。例えば大平原の真ん中にぽつんと数千トンの岩が残っている。岩石の輸送距離は最大1000km以上にも及ぶ。
氷河が後退した後は特徴的な無数の氷河湖と氷融時に限定されて形成された堆積物が地表に残った。氷河性の土壌「レス」も広く分布する。レスは一般に黄土と呼ばれている土壌。レスは中国大陸黄河流域に見られるような砂漠に由来するものと、ウクライナやプレーリー北部に見られるような氷河によって浸食された細粒が風によって堆積した風成堆積層に大別できる。

### 構造盆地
| ウィリストン盆地の概ねの位置 |  | ウィリストン盆地の概ねの位置 |
| ウィリストン盆地の概ねの位置 |  |                              |

一方、州の西部はグレートプレーンズに属し、起伏に富む。この地域はウィリストン盆地とも呼ばれる。グレートプレーンズでは、ロッキー山脈から東に流れた河川群が既存の地層を掘り進み台地状、もしくは緩やかな丘陵を形成している。ウィリストン盆地は先カンブリア時代の浸食によって形成された大規模な構造盆地で、合衆国とカナダにまたがり、その広さは250,000km2におよぶ、北アメリカ大陸最大の盆地である。盆地と言っても山に囲まれているわけではなく、しかもその後の時代における、最も厚いところで4,900mにおよぶ堆積物のため、地表からは規模が分かりにくい。ウィリストン盆地は石油、石炭、天然ガスなどの化石燃料や、カリ鉱石などの鉱物を大量に含む。
なお、グレートプレーンズの範囲については議論がある。ロッキー山脈の立ち上がりが西端であることに異論はないが、東端はノースダコタ州を左右に分ける西経100度を中心とするという定義が主流である。他に西経98度線、標高600m線、降水量500mm線などの定義がある。西経100度という定義に従うと、全面積は130万平方kmとなり、合衆国本土面積の1/6を占める計算となる。
グレートプレーンズはカナダ盾状地を基盤とする点ではプレーリーと同じだ。しかし、表層には古生代層だけではなく、その後の第三紀の地層が堆積している。これはグレートプレーンズ諸州に共通した特徴だ。浸食の結果、州の面積の数%に相当する地域は、バッドランド（悪地）と呼ばれる小規模な凹凸が密集した地形を形成した。バッドランドは農業には全く向かない。

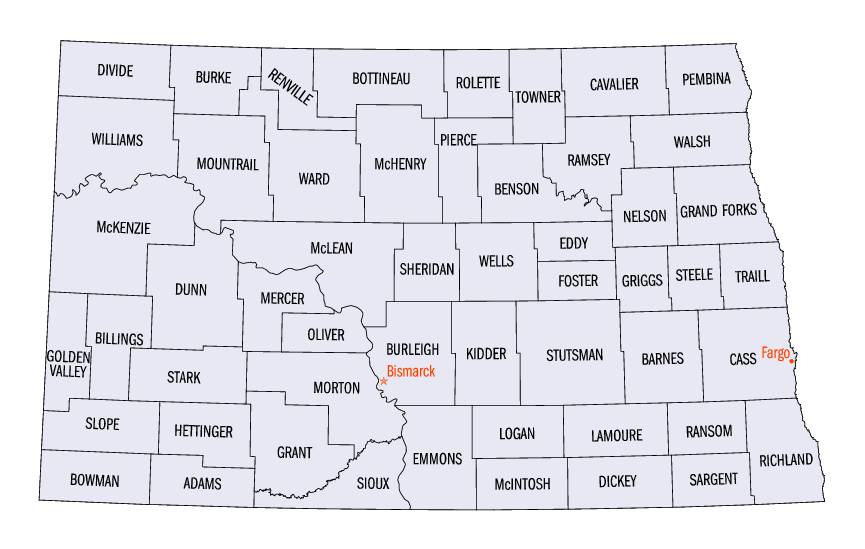
ノースダコタ州は53の郡からなる。高度が最も高いのが南西部のスロープ郡、最も低いのが北東のペンビナ郡。北西から南中央に延びるギザギザの線はミシシッピ川の支流ミズーリ川である。州都ビスマーク、最大の人口を擁する都市ファーゴを橙色の活字で示した。

### 山岳
ノースダコタ州は西方のプレート境界から2000km以上離れており、ホットスポットも存在しないため、火山活動がまったく見られない。過去の火山の形跡も見つかっていない。安定陸塊の中心に近いため、褶曲山地、断層山地、曲隆起山地など地殻運動による山地も存在しない。合衆国では学術的な区分ではないが、標高600m（2000フィート）を山と丘の区分としている。この定義に従うと、ノースダコタの山はすべて丘ということになる。
州の山は3種類に分類できる。(1) 前述のケスタ地形、(2) タートル山地、(3) ビュート、である。
台地状の「山地」としては州の北端中央、ボッティンオー郡とロレット郡、一部がカナダのマニトバ州にまたがるタートル山地がほぼ唯一のものである。タートル山地は東西60km、南北40kmにおよぶ楕円形の領域に広がり、境界も楕円形ではっきりしている。面積は409平方マイル。周囲の土地が標高500m前後であるのに対し、山地は650m前後の台地となっている。タートル山地は火成岩の貫入によるものではなく、すべて堆積岩で形成されている。具体的には砂岩と頁岩の層からなる。
タートル山地には明確な峰はない。それどころか、台地上一面に無数の湖が分布している。これは氷河期にすべて氷河下となったからだ。氷河による侵食により山地は台地状に変化した。台地が平坦であることから、1マイルごとの道路網と区画された農地も平地からそのまま連続している。なお、カナダ側には道路、農地とも存在しない。
タートル山地以外のほぼ全ての「独立峰」はビュート (butte) と呼ばれる特徴的な外見を取る。
ノースダコタは構造平野であり、州全体がケスタ地形からなるといってもよい。しかし、州西部では地層の傾きがわずかとなり、ほぼ水平である。このような地域で浸食が末期に至るとほとんどの軟層が取り除かれ、ごくわずかな軟層の裾野の上に硬層が帽子のように乗った地形が形成される。これがビュートである。
ビュートは火山や褶曲山脈とは全く異なった原因で形成されるため、一般に山と呼ばれる地形とはかなり外見が異なる。頂上は尖っておらず、平原に薄く切った角柱を置いたような状態になっている。ビュートはノースダコタ州南西部だけでなく、サウスダコタ州西部やワイオミング州東部にも見られる特徴的な地形である。最も著名なビュートは、規模、見かけのよさからユタ州とアリゾナ州にまたがるモニュメント・バレーとなるだろう。
ビュートは氷河の影響を受けなかったブラジルなどの盾状地中心部にみられる残丘と外見がいくぶん似ているが、成因が全く異なる。盾状地では先カンブリア代に基盤となる変成岩が形成されたのち、マグマの上昇を受け、筒のような形をした岩体の貫入が何度か起こった。マグマが火山を形成することはなかったが、地下には貫入による火成岩が残されたままになっていた。時代が下るにつれ、地表が徐々に浸食されていく。すると、硬度が高い貫入部分が残り、周囲が削れて低くなっていく。これが残丘の成因である。両者は組成も異なる。ビュートは堆積岩、残丘は火成岩からなる。
ノースダコタ州の大半のビュートは州南西部ミズーリ川右岸川に点在する。例えば、州の最高地点は、南西の端スロープ郡にそびえるホワイトビュート山 (White Butte, 1069m) 。数km離れると地平線が持ち上がっているように見える。上空から見ると、歪んだ長方形の台を平地に伏せたようにも取れる。周囲の農地の中にいきなりビュートが立ち上がっているため、台地を削り出したようにも見える。これはビュートの成因と合致する見方だ。周囲の農地の標高は800mから900m。高度差は150mから250mに過ぎないが、周辺が全く平坦であるため、よく目立つ。
ホワイトビュート山以外にも、ブリオンビュート山 (1025m)、ウェストレイニービュート山 (1024m)、フラットトップビュート山 (1020m)、ブラックビュート山 (966m)、フェットストーンビュート山 (960m)、サドルビュート山 (867m)、プリティロックビュート山 (860m)、プリティビュート山 (816m)、モーマンビュート山 (783m)、キャメルビュート山 (775m)など呼称に「ビュート」が付く山が多数存在する。これらのビュートも周囲の土地から100mから200mしか持ち上がっていない。なお、呼称にビュートが付かない山も少数ながら存在する。例えばトレイシー山 (Tracy Mountain, 900m) である。しかし、実態はビュートである。
なお、ビュートはより規模の大きなメサが風化した状態である。例えば、モニュメント・バレーにみられる規模の大きな地形はメサである。ノースダコタ州のメサとしてはツートップ・メサと1マイル離れたビッグトップ・メサ (747m) が目立つ。いずれも州南西部、バッドランドが広がるビリングス郡に位置する。
連邦政府内務省は、51の州と特別区、海外領土から587カ所をナショナル・ナチュラル・ランドマークとして認定している。ノースダコタ州内では4カ所が選ばれており、そのうちの一つが両メサである。

### 陸水
州の全面積に占める陸水の面積比率は2.4%。しかし、数字以上に水が豊かに見える。

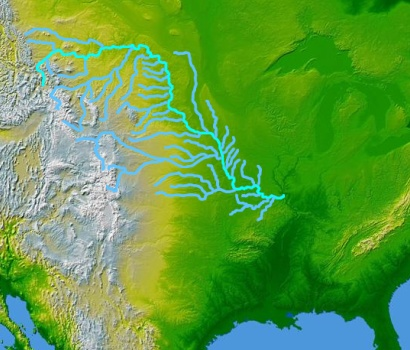
ミズーリ水系 シアンが本流、くすんだ空色が支流を示す。西から東へ流れていたミズーリ川が左右に蛇行しながら南に向きを変えている部分がノースダコタ州内の流路である。そのすぐ東にある北から南に流れる孤立した支流が。流路が直角に曲がった後、ジェームズタウンを通過する。ノースダコタ州東部はミズーリ水系に属していないことも分かる。

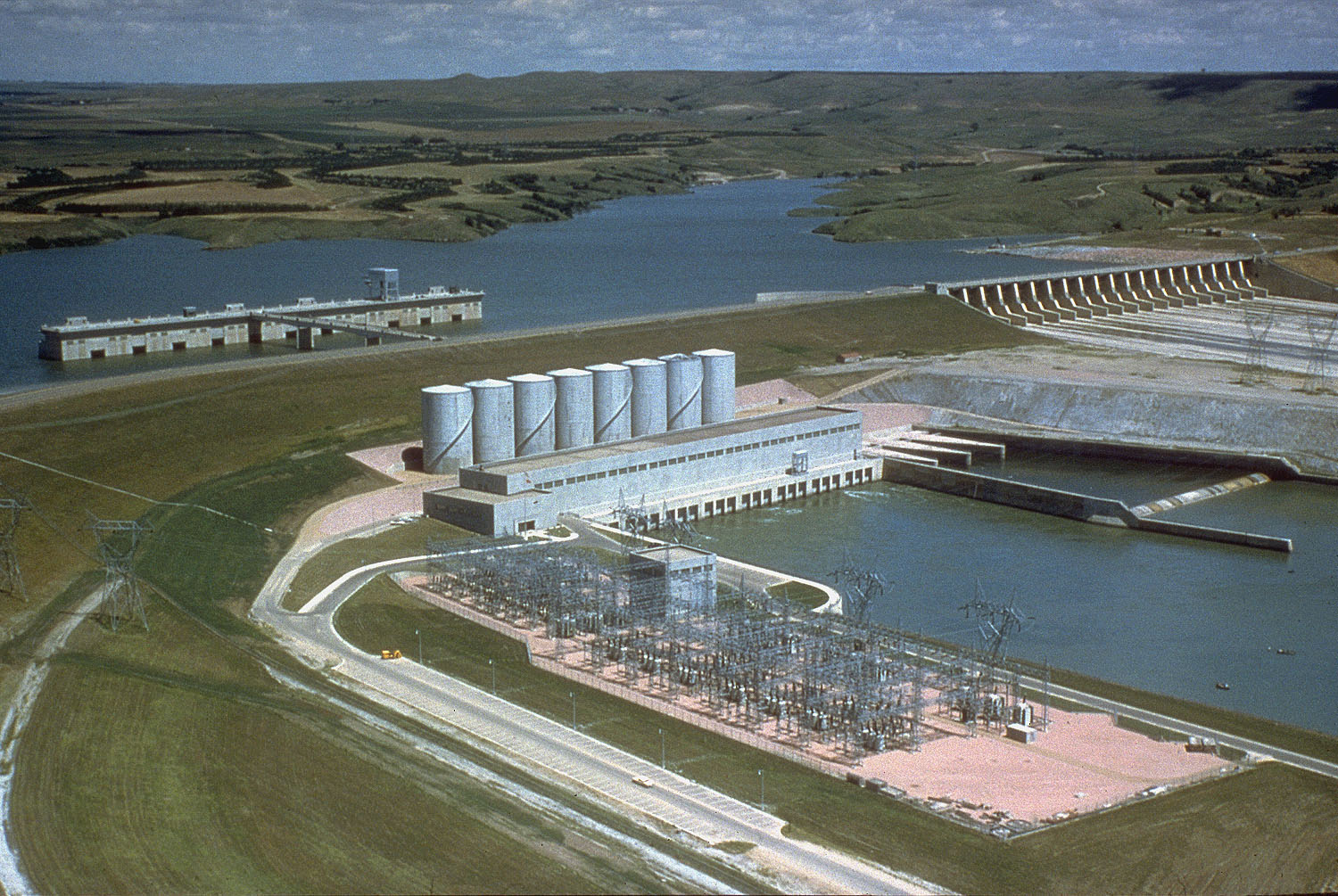
ミズーリ川を堰止めたフォートランダルダム サウスダコタ州南端に位置するダム。規模は小さいが、ギャリソンダムと全く同じアースダム方式であり、発電施設、魚道などのダム付帯設備もよく似ている。

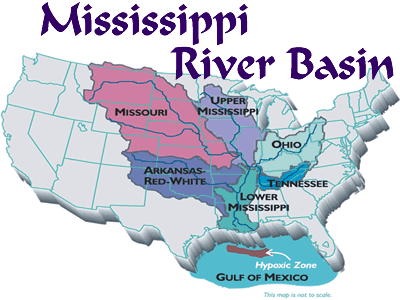
ミシシッピ川を構成する各支流の流域 ミズーリ川の流域面積（赤紫）が最も広い

#### ミズーリ川
ミズーリ川は全長4076km、ロッキー山脈に発し、セントルイスでミシシッピ川に合流する。ミズーリ川を源流とするミシシッピ川は延長6019kmにも及び、世界第4位、北米では最長の河川である。ミズーリ川の流路のうち、約1/7がノースダコタ州を経由する。ミズーリ川の流路はコルディエラ氷床の氷河前縁に形成されていた水系をほぼ引き継いでおり、泥が多い。ミズーリ川の別名も Big Muddy（泥川） である。
ミズーリ川は州内の最大河川でもある。ミズーリ川水系は州の南西側、面積にして約1/2を占める。州の西端中央、モンタナ州から流れ込み、州都ビスマークを経由し、州の南端中央からサウスダコタ州に流れ出す。
ミズーリ川はビスマークの北西80kmに築かれたガリソンダムのため、西の州境の90km手前にいたるまで、延長286km（直線距離160km）ものダム湖、サカガウィア湖を形成している。幅は2kmから6kmである。サカガウィアの名前はネイディブ・アメリカン（ショショーニ族）の女性の名前から取られた。ビスマークのすぐ南からサウスダコタ州にかけてもダム湖、オアへ湖が延びる。こちらは、サウスダコタ州の中央に置かれた州都ピア近郊のオヘア・ダムによるもので、ダム湖の長さは372km（ノースダコタ州内は50km）に達する。幅は1kmから5kmである。ミネソタ川に置かれた4大ダム湖のうち、1つ半がノースダコタ州に広がっていることになる。

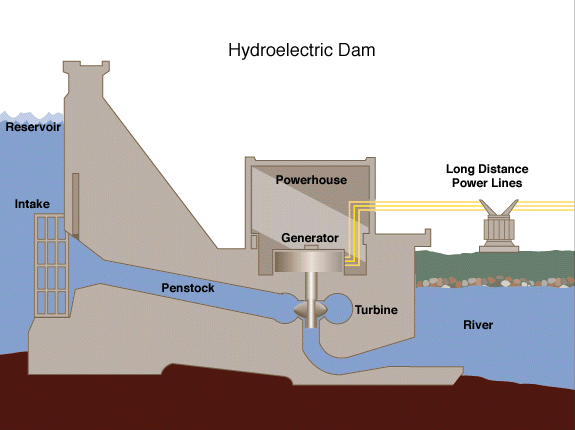
水力発電の仕組み 図ではアースダムではないが、概略はガリソンダムと一致する

ギャリソンダムは1947年に建設が始まり、1954年に完成した規模にして世界5位のアースダム。建設費用は、2億9400万ドル。対岸の町、ガリソンから名前を取った。堤頂長は2.4km（1.5マイル）、堤高64m（210フィート）、基部の幅625m（2050フィート）、頂上は18m（60フィート）。堤と垂直にダムの断面図を描いた場合の上底、下底の長さに相当する。水力タービンの発電能力は最大515MW/時。
サカガウィア湖は178マイルに亘って伸び、湖の標高564m（1850フィート）、湖面面積1489平方km（36万8000エーカー）、湖岸線2091km（1300マイル）、容積23Mエカー・フィート。州全体を6インチの水で覆うことが可能な水量を蓄えている。
ミズーリ川は大河であり、ダム湖が形成されていることもあって、川を跨ぐ橋がごく少ない。ダム自体を併せても550kmの流路に9本しか橋がかかっていない。
モンタナ州境からサカガウィア湖に至る90kmには2本。モンタナ州境に近い58号線、ウイルストン市南西の85号線である。
サカガウィア湖内の200kmの区間には2本、すなわち、ニュータウン市のすぐ西フォアベアーズメモリアルブリッジ（23号線）と道路が利用できるガリソンダムである。
このあと、ビスマーク市に至る120kmの区間では、唯一ワッシュバーン市内の200号線だけが橋を利用できる。
ビスマーク市はすぐ西にミズーリ川が接し、例外的に4本もの橋が集中している。北から、83号線、600m下流にある大陸横断鉄道の架橋（写真参照）、さらに1200m下流の州間高速道路94号線（メモリアルブリッジ）、さらに1200m下流の810号線である。
ビスマーク市から下流、南のサウスダコタ州境内にいたる130kmの区間には橋が存在しない。
ノースダコタ州内にはミズーリ川の支流が数多い。長さ100kmを超える支流が10本以上存在する。ほとんどが、州西部バッドランドのすぐ手前に源流を発し、まっすぐ東に流れ、ミズーリ川に合流する。イエローストーン川とリトルミズーリ川のみ、ロッキー山脈に水源を持つ。逆に、東側、つまり分水嶺側からミズーリ川に流れ込む支流は数本しかない。最も大きいのがジェームズ川。北から南に流れ、サウスダコタ州内でミズーリ川に合流する。
リトルミズーリ川はモンタナ州州境付近を南から北に流れるサカガウィア湖においてミズーリ川に流れ込む。ノースダコタ州南西部のバッドランドの中心域を流れており、バッドランド周辺部はすべてリトルミズーリ川の流域である。バッドランドにおいては激しく蛇行し、無数の小さな支流が流れ込んでいる。

#### レッド川
分水嶺の東に位置するミネソタ州境の川、レッド川はカナダに発し、州の北東部をU字型に大きく曲がり、州境に至る。その後、州境全域に沿って南から北に流れ、最終的にはカナダマニトバ州のウィニペグ湖（標高213m）に流れ込む。ノースダコタ州の最低地点は州の北東の端、レッド川がカナダに流れ出すNoyes近郊の地点 (229m) である。レッド川水系は州東部を中心に、州面積の約1/3を占める。主にカナダ側に広がるレッド川の支流側の流域を合わせると、州面積の1/2に達する。レッド川とジェームズ川の流域を合わせて、red river of the north basinを形成する。
レッド川本流の流域面積は約1/2がノースダコタ州内、残りの1/2が東のミネソタ州にまたがっている。川幅は下流域においても80mほどと狭く、蛇行が著しい。例えば、ウォルシュ郡近郊では直線距離にして50kmの区間で60回も蛇行している。このため三日月湖も多い。レッド川には氾濫原が存在せず、土手を越えると、すぐ隣が小麦畑になっている。レッド川流域、例えばグランドフォークス市周辺はジャガイモ栽培地としても適している。
レッド川流域は氷床が後退する時期に湖底となっていた。このため、湖に沈積した氷積土レスが層を成しており、農耕に最適な土壌を形成している。湿潤であるため、小麦以外の作物、例えば、ジャガイモなど栽培が盛んである。
流域面積が広く、水源とウイニペグ湖の高低差が小さいこと、流路の形状が複雑であること、自然氾濫原が存在しないこと、年間を通じて水量が少ないことから、雪解け水など水量が急速に増加した場合、氾濫を起こしやすい。
レッド川の流域は合衆国が1818年にイギリスから割譲を受けた地域とほぼ一致しており、同地域をレッド川盆地とも呼ぶ。

#### 湖
州内の湖沼は氷河に由来するものが大半を占める。例外は不規則な形状をなした州中央東部のデヴィルズ湖である。50kmに亘って複数の湖が直前上にいくぶんジグザグにつながったような形状を取って広がる。

デヴィルズ湖はどの水系にも属さず、州内で閉じた楕円形のベイスンを形成している。水系面積は3810平方マイル。水系はロレッタ郡南東部、タウナー郡南部、キャバリエ郡南部、ベンソン郡東部、ラムジー郡全域、ウォルシュ郡西部、ネルソン郡北西部に広がる。流入河川は北から延びており、20km以上の河川は6本存在する。流出河川が存在しないため、降水量によっては湖周辺への浸水被害が頻発する。
州内全域、特に分水界の北東部において小規模な湖沼が不規則に無数に広がる。これは北に接するカナダや東に接するミネソタ州と似た状況だ。湖沼のサイズは数十mから数百m程度のものが多い。いずれも流入河川、流出河川とも存在しないものが大半で。形状は全く不規則である。湖の成因は氷河であり、氷河が刻んだ平行に並ぶ「傷」の形をした湖も多い。最も湖の密度が高い地域ではあたかもスポンジの断面であるかのように湖が分布する。このような土地では0.5マイル区画の農地が形成できないため、1マイル区画が最小の単位となっており、道路も1マイルではなく、2マイル、もしくは3マイルおきにしか敷設されていない。
州北東部キャバリエ郡のラッシュ湖、中央東部キダー郡のシブレイ湖、同じくスタッツマン郡のフィッシャー湖の3カ所は、ツートップ・メサ、ビッグトップ・メサと並んで、ナショナル・ナチュラル・ランドマークに認定されている。
ラッシュ湖はプレーリーの草原が残る中に広がる湖。湿地と一体化しており境界がはっきりしない。4km四方の領域が湖に属する。シブレイ湖は複数の円をつなぎ合わせたような形をしており、3.5km×2.5km程度の領域を占める。数km以内にバード湖、マクフェイル沼、ストーニー湖、マッド湖、ビッグマッディ湖、バッファロー湖など同規模の湖が散らばり、水鳥が集うことでは州内一である。フィッシャー湖は氷河の運搬作用によって堆積した砂礫であるモレーンの間にたまった湖であり、自然林も残る。いにしえの氷河湖の名残がよく残っている。形状は円に近い楕円で直径は約1.2km。直径だけならすぐ脇に隣接するチェイス湖（直径約4.4km）の方がずっと大きい。

#### 地下水
ノースダコタ州の降水量は他のグレートプレーンズ諸州とほぼ同じであり、概ね年間400mmから500mmに収まる。しかしながら、平均気温が低く冷帯に位置するため、蒸散量も少ない。このため、灌漑に頼らなくても小麦の栽培が成り立つ。しかしながら、農作物によっては天水では不足するものもある。同州では灌漑設備が発達しておらず、このような場合はくみあげた地下水を用いる。

1990年のU.S.Geological Surveyによると、ノースダコタ州全体の地下水取水量は141Mガロン/日である。これはより降水量の少ない西のモンタナ州の205Mガロン/日、より気温が高い南のサウスダコタ州の251Mガロンと比較して少ない。南西に位置するため、降水量が少なく気温が高いため蒸散量が多いワイオミング州に至っては、取水量が384Mガロン/日に達する。ノースダコタ州の取水量が少ない理由はいくつかある。まず、気候である。次に、ノースダコタ州には大規模な帯水層が存在しないことだ。すべての帯水層は毎分190L（20バレル）未満の速度でしか地下水を供給できない。

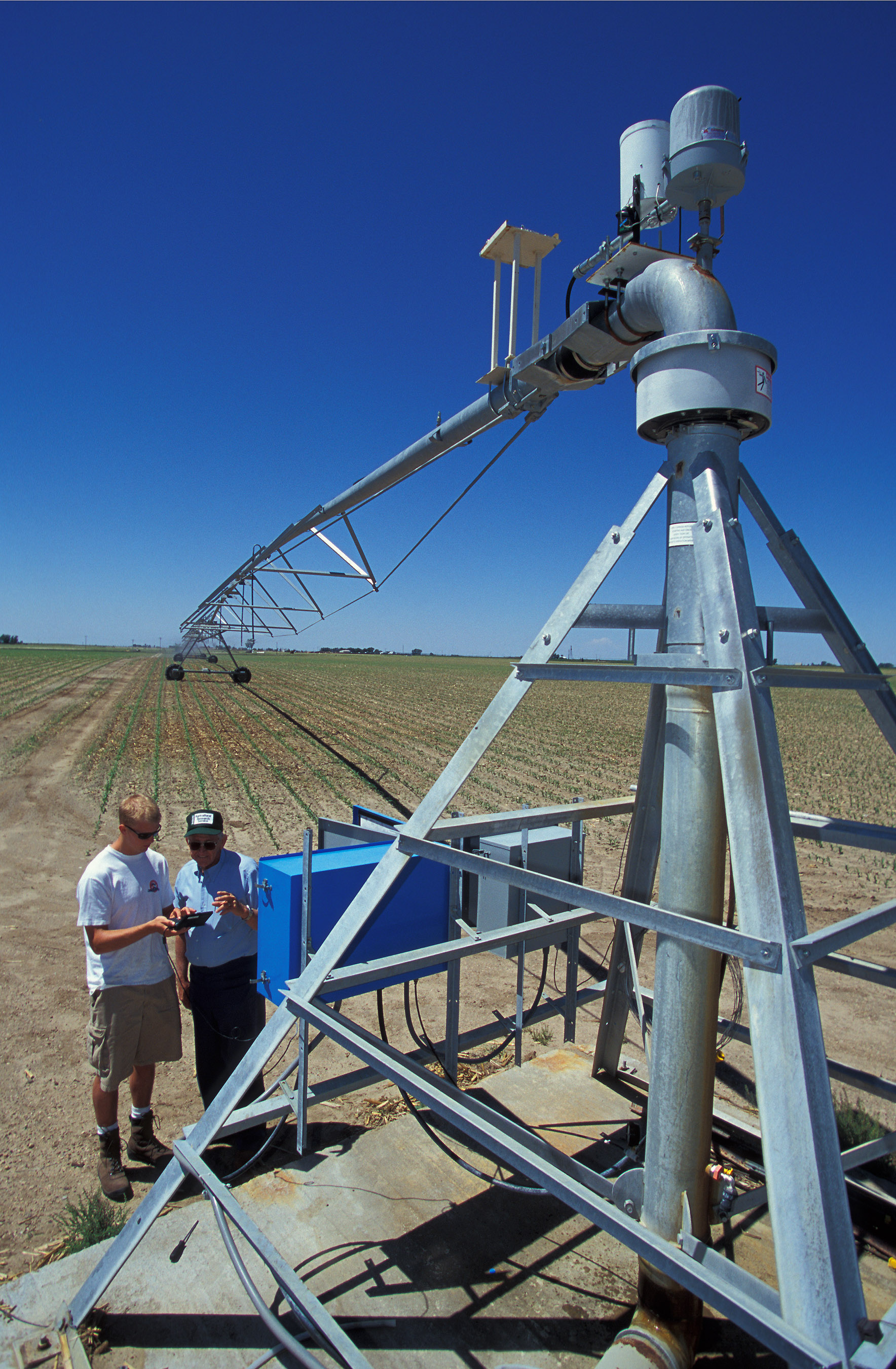
センターピボット法を支える長さ400mの散水腕の付け根部分 腕には数十mおきに車輪が備わっており、中心軸の周りをゆっくりと回転する

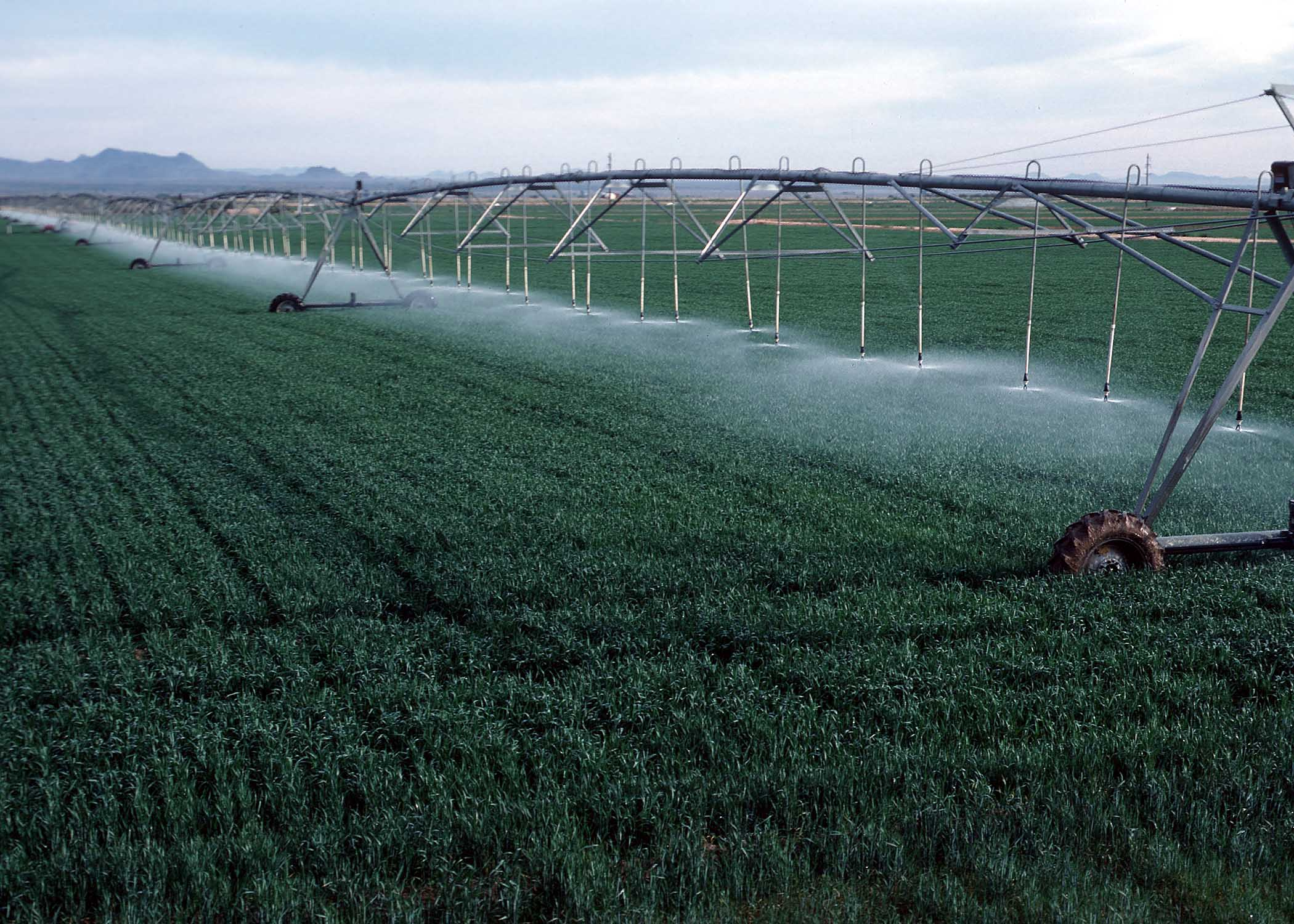
散水中の散水腕

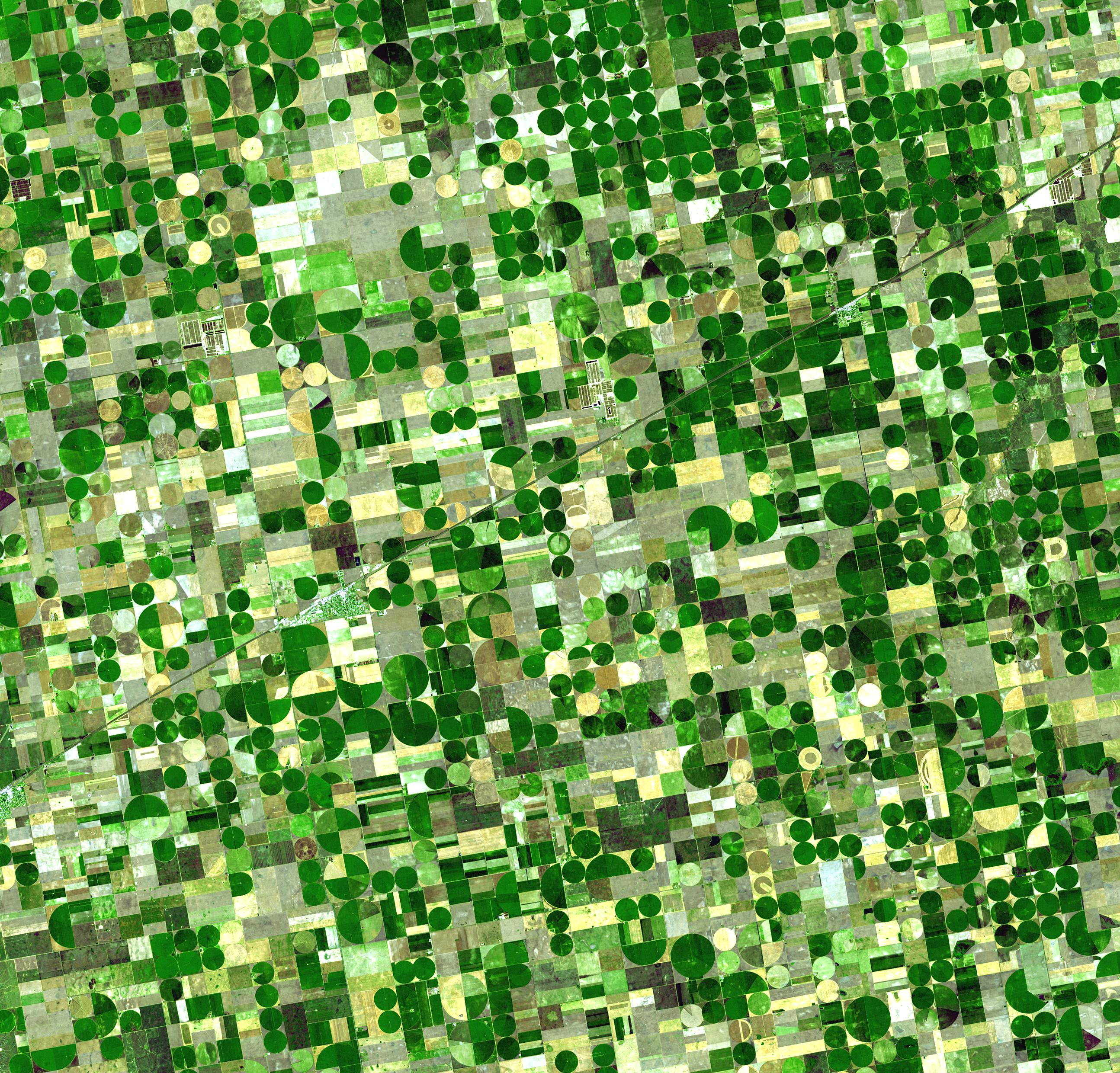
センターピボット法が大規模に普及しているカンザス州の農地（衛星写真））

一方、グレートプレーンズ諸州でもネブラスカ州より南では、豊富な地下水層（オガララ帯水層）からの取水と、自走回転する長さ400mの散水腕を組み合わせた灌漑農業（センターピボット法）が盛んであるが、ノースダコタ州ではセンターピボット法はほとんど普及していない。
ノースダコタ州の地下水は、主に農業に用いられる。64.5%が農業用途だ。先ほど例に挙げたサウスダコタ、モンタナ、ワイオミングの3州についても51.9%から65.4%を農業に用いており、グレートプレーンズ北部の諸州と比較しても、ノースダコタ州の用途はごく平均的だと言える。地下水の用途として農業用途の次に多いのが公共的供給 (public supply) の22.7%。家庭用と商業用 (8.4%)、鉱工業と火力発電 (4.4%) が続く。
郡別の取水量では、南東部の郡が目立つ（1985年時点）。ランサム郡とディッキー郡では、10-15Mガロン/日に達する。この2郡だけで州全体の取水量の2割近くを占める。5-10Mガロン/日の郡も南東部を中心に6つある。一方、南西部は乾燥していても水を必要とするタイプの農業自体を避けているため、1郡につき、1Mガロン/日以下の郡が広がる。なお、農業用に限定すると53の郡のうち、38の郡において、1ミリオンガロン/日以下となる。農業用に最も地下水を使っているのはランソム郡である。

### 島
内陸州ではあるが、わずかながら島も存在する。最大の島はデヴィルズ湖に浮かぶグラハム島。南北5km、東西6kmのぼってりした形の島であり、ベンソン郡とラムジー郡にまたがる。デヴィルズレイクの町の西南西15kmに位置する、デヴィルズ湖の湖中の島である。デヴィルズ湖には州内で3番目に大きな島も浮かぶ。
2番目に大きな島は、ギャリソン・ダムによって形成されたサカガウィア湖に浮かぶマラード島である。ダムの北東8km位置し、マクレーン郡に属する。東西7km、南北3.5kmの三角形の島である。島の名前はマガモ (mallard) にちなんで命名された。

## 土地の用途

### 農地
州の面積のうち87%を農地が占める。ノースダコタ州の農地は、タウンシップ制をほぼそのまま継続している。タウンシップとは本来中世イングランドの村を意味するが、アメリカ合衆国におけるタウンシップ制とは、18世紀後半以降の西部、現在の中西部から西部にかけて方形の土地測量、土地配分の区画の単位となったものを言う。ノースダコタ州に見られるタウンシップ制は中西部の農業開拓を個人経営の農家の力で実現するために導入された。リンカーン大統領の署名による1862年のホームステッド法 (Homestead Act) はタウンシップによる農地の払い下げを規定し、中西部、西部の農業形態を完全に規定した。
ホームステッド法では、土地を3段階に区分した。まず、経線、緯線によって6マイル四方（9.6km四方）の正方形の土地を切り分け、これをタウンシップと呼んだ。次にこれを36枚の土地、すなわち1マイル四方のセクションに分けて管理した。最小単位はセクションを4等分した0.5マイル (約800m) 四方の土地である。800m四方（160エーカー）の土地を21歳以上の開拓農民に5年以上開拓に従事するなどの条件付きながら無償で払い下げるという内容であった。同制度は北海道の屯田兵制度にも取り込まれている。ホームステッド法はアラスカ州を除き1910年に廃止されたが、制定以来2世紀以上が経過した現在でも当時のタウンシップの区割りがそのまま残っている。
ノースダコタ州は地形が極端に平坦であるため、800mごとの正方形、碁盤の目に刻まれた道路と畑が湖沼の分布などお構いなしに州全域に亘って規則的に広がる。航空機から見下ろすと800m四方の模様がどこまでも広がっているのが分かる。州内には800m四方の区画が約25万枚も存在する。
800m四方の農地はほとんどが畑として利用されている。通常は農地を4程度の細長い長方形に分けて作付け、収穫を進める。自作農の家屋は200m四方に達する。家屋と庭、農業用機械の倉庫、サイロなどが組合わさっている。自作農の家屋は集落を形成しておらず、典型的な離村となっている。
サウスダコタよりも南のグレートプレーンズ諸州では、ノースダコタ州と異なる土地の利用方法が一般的である。正方形の土地の中心に回転する散水用アームの軸を置き、円形の耕地に水を供給する。これをセンターピボット方式と呼ぶ。地下水のくみ上げに依存することから、地下水位の低下、品質の低下が起こるほか、土地面積の79%しか利用できない。

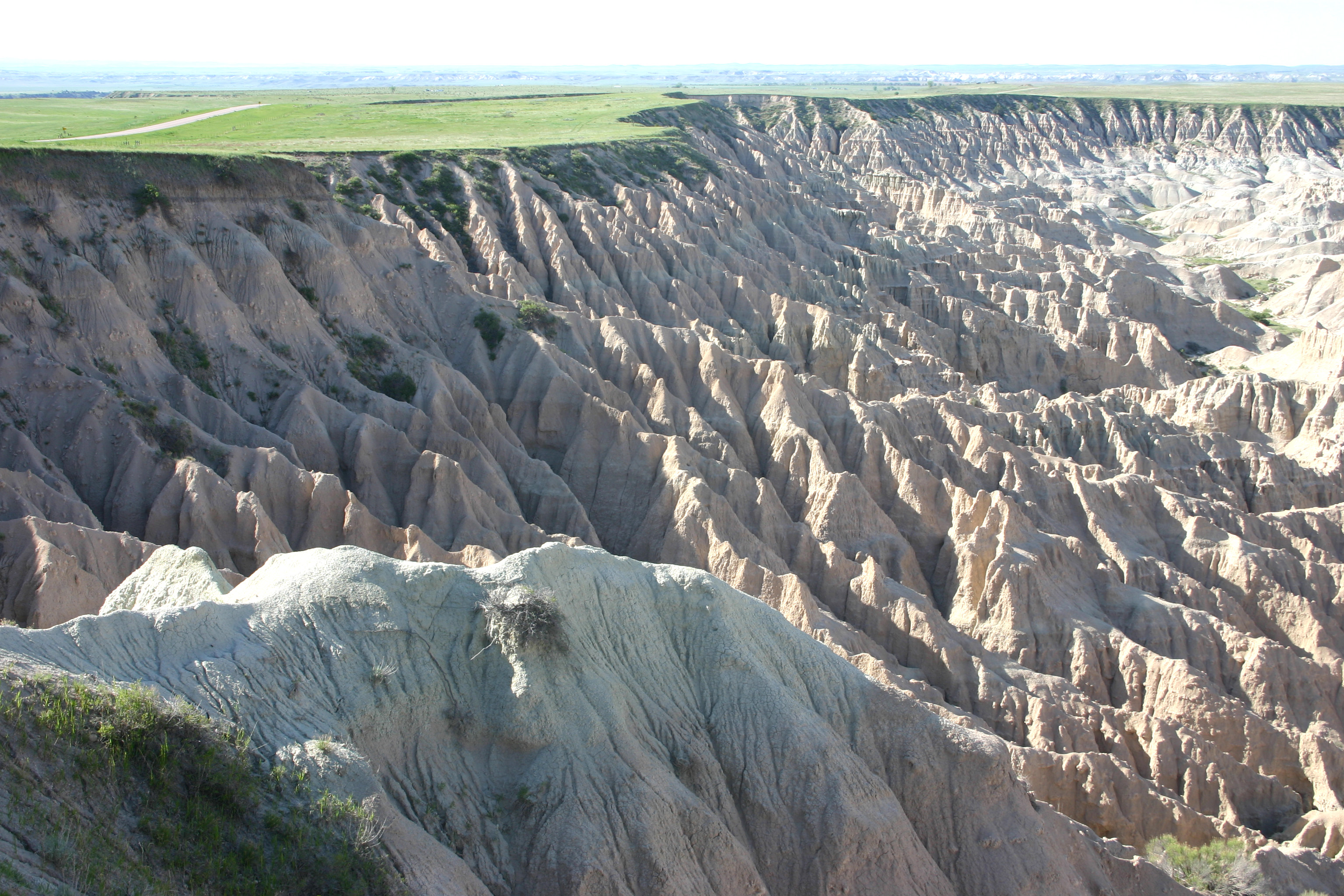
土壌浸食の例 平地が土壌浸食により、大規模なバッドランドに変化しつつある（サウスダコタ州）

ノースダコタ州は過重な小麦栽培を続けてきたため、土壌浸食の危険性が非常に高い。このため、州全体にわたって土地保全政策の対象となった。政策の内容は、合衆国連邦政府が農地を10年間借り上げることによって小麦生産から切り離し、保全を図るというもの。水路脇の造作、マメ科植物の植え付け、草の植え付けなどが主体となった。土壌浸食に対する農家自体の対策としては、一般に等高線耕作が推奨されているが、ノースダコタ州では土地がほぼ平坦であるため、ほとんど導入されていない。

### 耕作不適当地

#### ナショナルグラスランド
州東端のリトルミズーリ・ナショナルグラスランドは、合衆国内の4大ナショナルグラスランドとして知られている。ナショナルグラスランドは農務省長官によって指定された恒久的な保護地である。

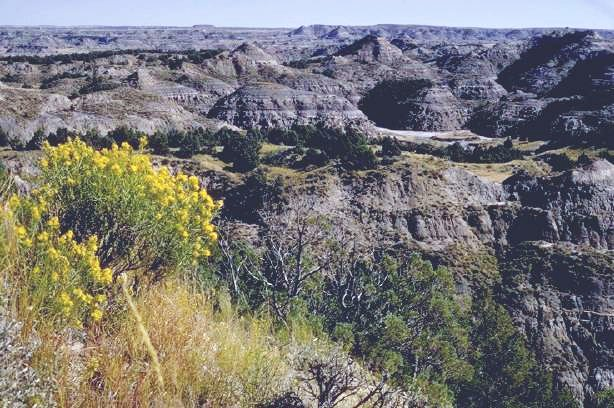
セオドア・ルーズベルト国立公園 いわゆるバッドランドの様相を呈している。州間高速道路94号線の北側に接し、ディッキンソン市から60km西、ワイオミング州との州境から40kmの位置に広がる

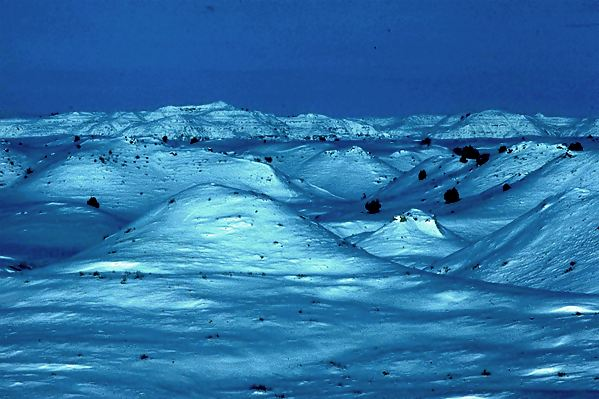
冬季のセオドア・ルーズベルト国立公園

東のモンタナ州と接し、南北170km、東西80kmの地域が指定され、4000平方km以上の地域に広がる。ランド内の地形は南から北へ流れるリトルミズーリ川が刻んだものだ。同川へ流れ込む自然の浸食による小規模な谷が迷路のように無数に走り、耕作には全く向かない。不透水性の岩石からなり、植物による被覆が少ないバッドランドである。ノコギリの刃にも似た小さな谷が無数に存在する。上空から眺めると樹氷のような谷が全面に広がっている。農業はもちろん、通行さえも困難な土地である。バッドランドという呼び名もこのような性質に由来する。1マイルごとの碁盤の目のような道路網もナショナルグラスランドには全く見られない。
平坦なゴールデンバレー郡の大部分を除き、南から、スロープ郡の北半分、ビリングス郡の全域、マッケンジー郡の南半分に広がる。ほぼ中央部をインターステート29号線が東西に横切る。南端にバーニング炭坑や油田がある以外は、全域にわたってキャンプ場が点在し、中央部と北部の特に美しい地域は以下に記述するセオドア・ルーズベルト国立公園に指定されている。春期には根雪が残り、秋期には紅葉が美しい。山がちな地域ではライチョウやイヌワシ、ビッグホーンが、比較的平坦な地域ではプレーリードッグやアナフクロウ、アメリカアナグマ、コヨーテなどが生息する。
リトルミズーリ・ナショナルグラスランドは、ビスマーク南東、サウスダコタ州との州境に沿って、北側のセダー川ナショナルグラスランド、南側のグランド川ナショナルグラスランド、さらに州南東端のシャイアン・ナショナルグラスランドの小規模な3カ所と併せ、ダコタプレイリー・ナショナルグラスランドとして管理されている。

#### 国立公園
合衆国には54の国立公園がある。ノースダコタ州内には唯一、1978年に指定されたセオドアルーズベルト国立公園が広がる。公園の領域はリトルミズーリ・ナショナルグラスランド内の互いに100kmほど離れた3カ所に分かれている。面積は285平方km。首都ワシントンが置かれたコロンビア特別区の1.6倍程度。公園内にはリトルミズーリ川が流れる。
公園の名称は、合衆国第26代大統領のセオドア・ルーズベルトに由来する。夫人と死別後、ルーズベルトは現在の公園に相当する領域内に幾分かの地所を所有し、1886年にニューヨークに戻るまで2年ほど生活していた。牧場主としてだけでなく、保安官代理としても活躍した記録が残っている。

#### 野生動物保護区
魚類野生生物局は全米で500カ所を超える野生生物保護区を管理している。ノースダコタ州は、60カ所弱と全米で最も多くの地域が野生生物保護区に指定された州である。ミシシッピ川を経由する渡り鳥の飛行ルートと一致しており、野鳥の数が多い。ただし、指定総面積ではアラスカ州（22万平方km）などに劣る。特に著名なのが、アッパー・スーリスであり、アメリカシロペリカンの北米最大の営巣地とされる。

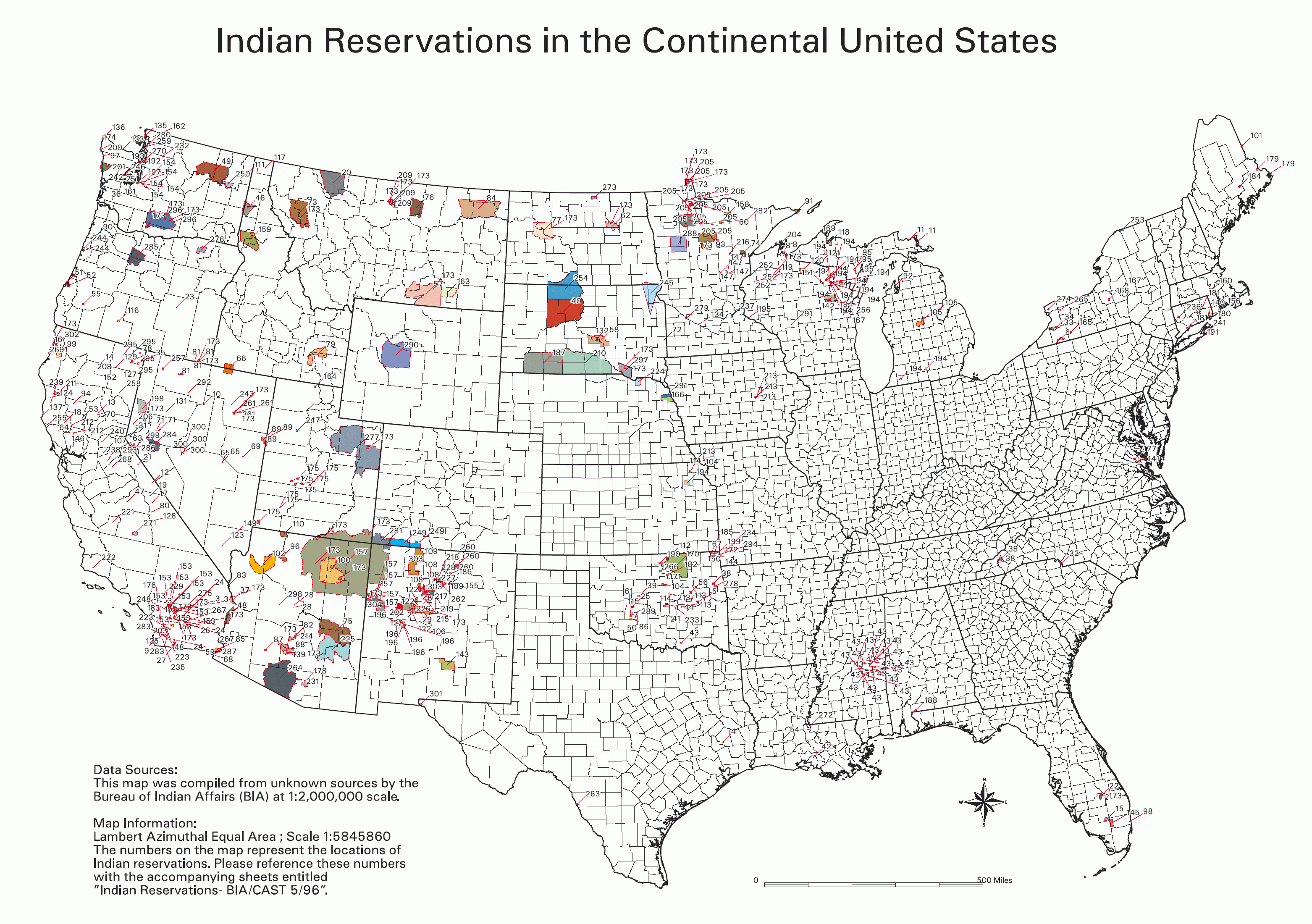
合衆国内のインディアン居留地の分布 ノースダコタ州内では、5カ所が指定されている。

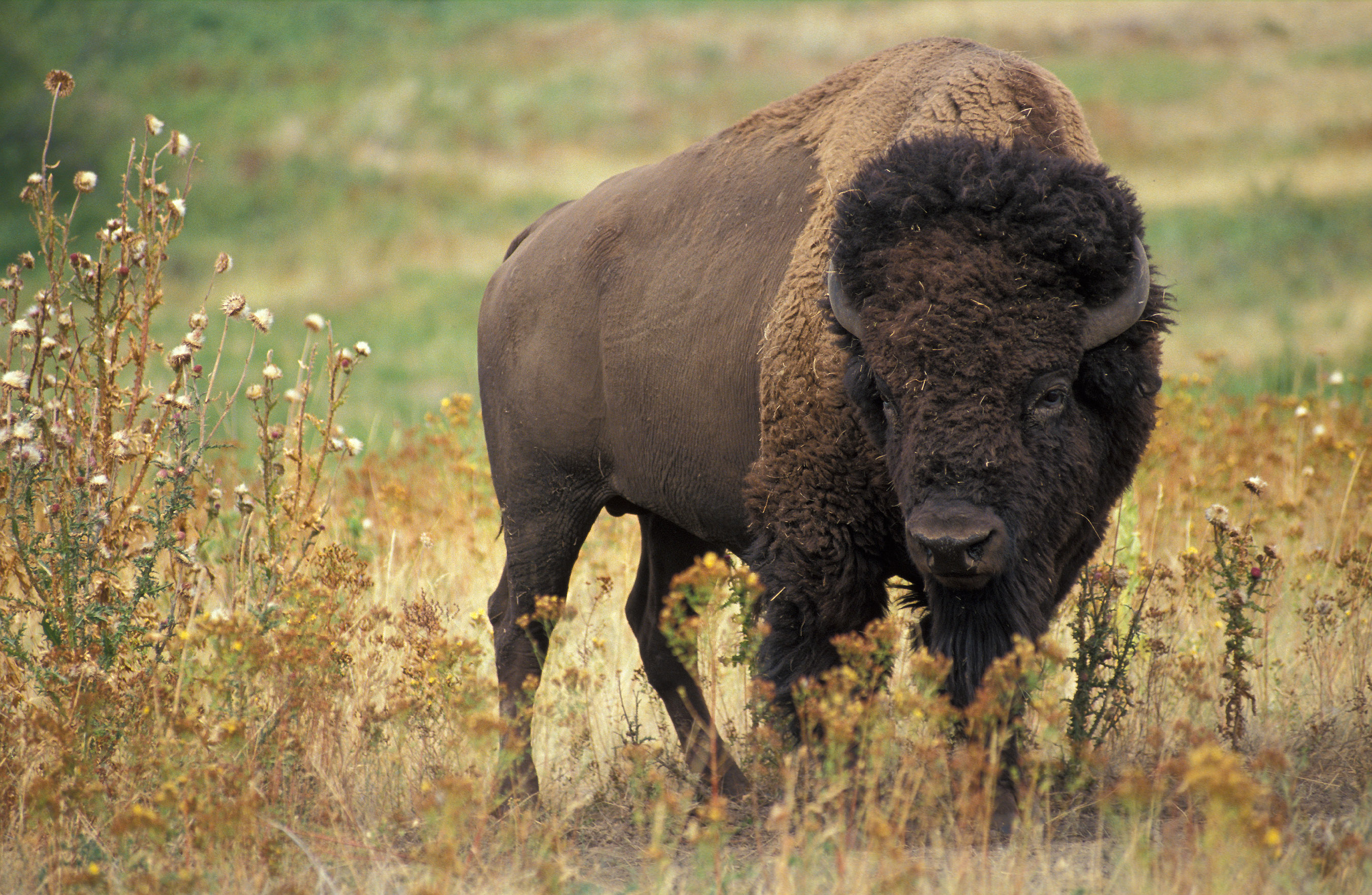
アメリカ・バイソン

#### インディアン居留地
ノースダコタ州内にはインディアン居留地が州内に4カ所指定されている。インディアン居留地とは内務省インディアン局が管理する連邦政府の土地に、ネィティブ・アメリカンの限定的な自治を認めたものである。1887年に制定されたドーズ一般土地割当法により部族の土地は分割されて個々人の所有物となった。このため、保留地内にはネイティブ・アメリカン以外に売却された土地、租借権が設定された土地が散らばる。地域によっては半分、いやそれ以上の土地がネイティブ・アメリカンの手から離れている。
アリゾナ州など3つの州にまたがるナヴァホ・ネイションズ居留地は別格として、いずれの居留地も全米の約300カ所の居留地と比較すると比較的規模が大きい。
西部（ウィリストン）周辺の2つの郡と南端の郡ではネイティブ・アメリカンが所有する事業の割合が10%を超える。他州とくらべてギャンブル事業の比率は低く、カジノやギャンブル施設は州の南東部の5カ所にとどまる。ノースダコタの先住民は観光産業に長け、観光収入が主な家計収入となっている。
バッファロー放牧も有力な事業の一つとなっている。
インディアン居留地は人口が増加する傾向にある。出生率はそれほど高くないが、都市で暮らしていた高齢者が故郷に帰るためである。
州中央南端のスタンディング・ロック居留地は、スー郡全域とサウスダコタ州コーソン郡全域にまたがっている。スー族（ラコタ族）の支族であるハンクパパの自治下にある。「ダコタ」という名称はスー語で「友人」という意味である。州南東端のレイク・トラバース居留地（旧シセトン居留地）は州内ではリッチランド郡とサージェント郡のごく一部を占めるに過ぎず、大部分はサウスダコタ州内に広がる。州西部のフォート・バートホールド居留地はサカガウィア湖と、同湖のヴァンフック湾を中心に6つの郡にまたがっている。3つの部族、すなわちアリカラ族、ヒダツァ族、マンダン族の自治下にある。州東部のスピリット・レイク居留地（旧フォート・トッテン居留地）はデヴィルズ湖の南岸、ベンソン郡とエディ郡のそれぞれ一部にまたがる。州中央北端のタートル・マウンテン居留地はごく小規模で、ロレット郡の一部を占めるに過ぎない。ただし、州北西部ディバイド郡とウィリアムズ郡に4カ所、州中央部のマクレーン郡に1カ所の飛び地が付く。いずれも聖地としてのビュートである。

## 気候
ノースダコタ州はアラスカ州などを除き、アメリカ合衆国本土でも最も北に位置する州の一つである。大陸内陸部に位置するため海流の影響は受けず、大陸性の気候が卓越する。気温の較差が大きく、冬期の降水が少ない。気候帯としては冷帯（亜寒帯）に属する。ケッペンの気候区分でいう冷帯湿潤気候 (Dfb) である。州西端はわずかにステップ気候 (BS) となっている。降水量は500mm以下であるが、冷帯に位置するため、蒸散量も少なく、州内全域に亘って水収支はプラスである。したがって、土壌の中に永久乾燥層は存在しない。
全州にわたり年間凍結融解回数は120回以下であり、ミネソタ州北部と並んで、南部や西海岸以外では唯一の例外となっている。これは農作物の栽培に適した条件である。
州都ビスマークの気温と降水量・降雪量の年周変化を以下に挙げる。
|               | 1月   | 2月  | 3月  | 4月  | 5月  | 6月  | 7月  | 8月  | 9月  | 10月 | 11月 | 12月 | 年    |
| ------------- | ----- | ---- | ---- | ---- | ---- | ---- | ---- | ---- | ---- | ---- | ---- | ---- | ----- |
| 平均気温（℃） | -10.7 | -7.7 | -1.2 | 6.6  | 13.1 | 18.2 | 21.7 | 20.8 | 14.7 | 7.1  | -1.6 | -8.8 | 6.1   |
| 降水量（mm）  | 10.2  | 12.7 | 22.9 | 33.0 | 61.0 | 81.3 | 73.7 | 58.4 | 40.6 | 33.0 | 17.8 | 12.7 | 457.3 |
| 降雪量（cm）  | 22.6  | 20.6 | 23.1 | 10.7 | 1.0  | -    | -    | -    | 0.5  | 5.6  | 22.4 | 23.6 | 130.1 |

大陸性気候の特徴として気温の極値、すなわち最高気温と最低気温が海洋に面した州と比べて際立ったものになりやすいことがノースダコタ州の特徴だ。例えば同州の最高気温は1936年7月6日に標高1857ft（566m）のスティールで記録された121F（49.4℃）だ。これは暖かい（暑い）ことで著名なフロリダ州の109F（42.8℃）やテキサス州の120F（48.9℃）よりも高い。同緯度にあるメイン州では105F（40.6℃）に過ぎない。全米の最高気温は海に面したカリフォルニア州の134F（56.7℃）ではあるが、これは内陸の砂漠地帯、かつ-178ft（-54m）という海面よりも低い土地（砂漠気候の死の谷）の記録である。
最低気温ではメイン州の-48F（-44.4℃）に対して、ノースダコタ州は-60F（-51.1℃）まで下がる（標高1929ft/588mのパーシャル）。このため、アメリカ合衆国本土でもミネソタ州北部、例えばIcebox of the Nation（全米のアイスボックス）の異名を取るインターナショナルフォールズなどと並んで、寒い地方の代表として報道や風物詩などでひんぱんに紹介される。本土ではモンタナ州の-70F（-56.7℃）が記録として際立って見えるが、これはロッキー山脈上の5,470ft（1,667m）の地点の気温だ。ノースダコタは平原の州であり、標高差がほとんどなく（実際、最高気温と最低気温の観測された土地の標高差はノースダコタ州の場合72ft/22mmしかない）、緯度にしても州の南端と北端の距離は340kmに過ぎない。
ノースダコタの農業を決定付けたのは気候パターン、すなわち、気温と降水である。例えば、ノースダコタ同様春小麦の主要産地であるウクライナのキエフの値を見ると、1月の平均気温が5℃ほど暖かいこと、年間降水量が180mmほど多いことを除くと、ノースダコタの気候とよく似ている。1月の気温や秋期の降水は植生とは関係が薄いため、自然の状態ではどちらもプレーリーとなり、ほぼ同じ土壌（黒土）が形成される。

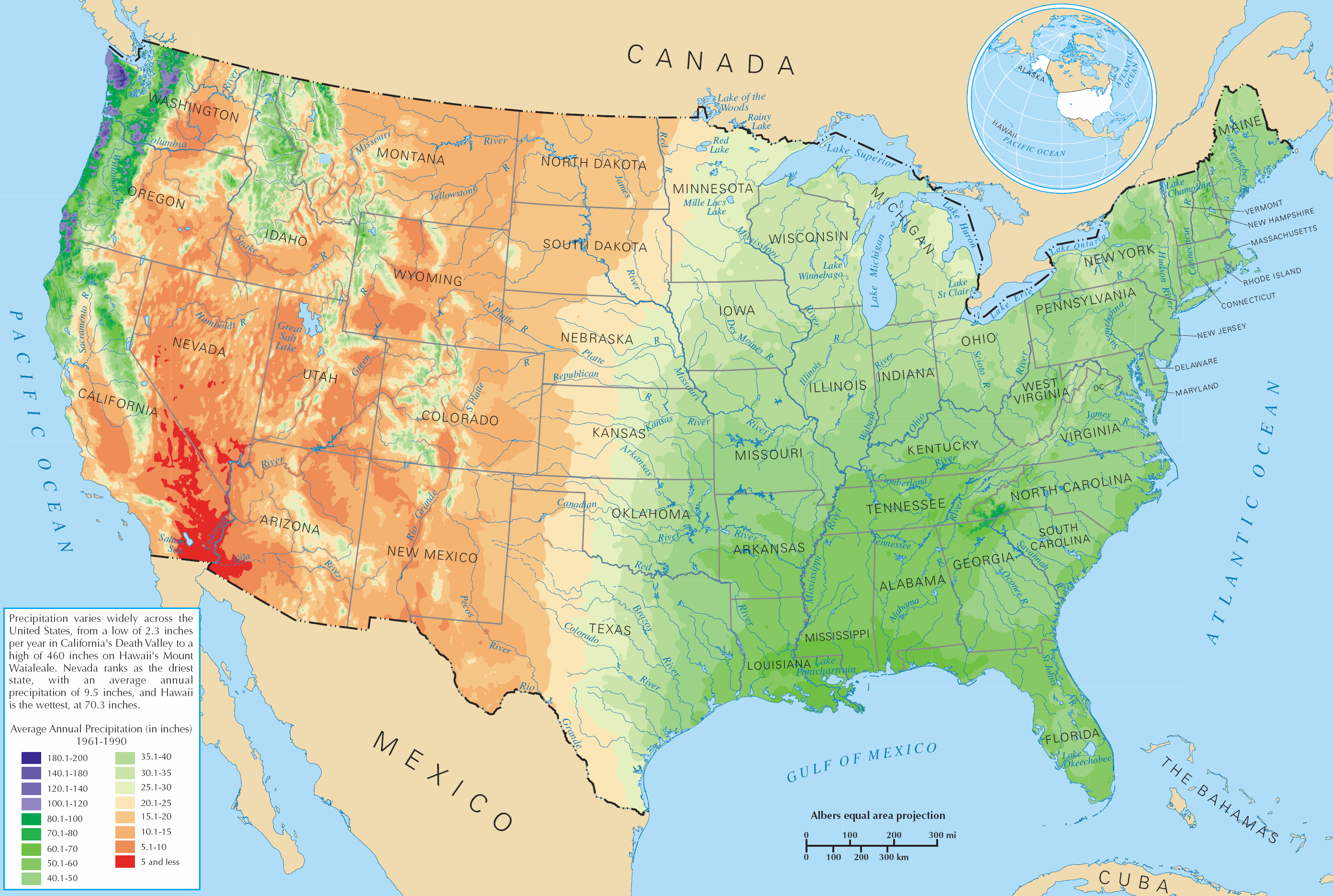
合衆国の平均年間降水量分布地図 赤みを帯びるほど降水量が少ない。ノースダコタ州の降水量はほぼ全域に亘って383mmから508mm（15.1インチから20インチ）である

### 降水
州都ビスマークの年間平均降水量は約450mmである。ノースダコタ州では酸性雨は見られない。pHは常に5.1以上であり、正常な雨 (5.6) とほぼ同等である。降水は夏期にかたよっている。冬期に雨が少ない理由は、大陸中央部から影響を及ぼす大陸性の寒帯気団である北米高気圧の影響を直接受けるためである。夏期には寒帯前線が北上するため、降雨に至る。
11月から2月までは各月とも20mm以下にとどまり、最も少ない12月は11mmしかない。5月から9月までは40mmを超え、6月と7月には66mmに達する。浸水に弱く、初期に水を必要とする小麦の特性に合っており、春小麦の栽培スケジュールと完全に合致した降水パターンであるといえる。降水量自体が少ないため、ノースダコタの自然の植生は森林よりも草原が卓越する。
周辺諸州と比較すると、ミネソタ州との州境付近を南北に平均降水量500mmの等降水量線が走っており、ミネソタ州との州境をはさんで、東は酪農、西は春小麦の栽培というようにきれいに分かれている。西のモンタナ州に進むと降水がさらに減少し380mmを下回り、ステップ気候に至る。等降水量線は州全域にわたりほぼ南北に走る。
一般にグレートプレーンズ、つまり西経100度線、ノースダコタ州の中央（ビスマーク市）より東ではもともと降水量が少ないため、干ばつの影響を受けやすい。降水量が何年にもわたって平年の1/2にとどまった歴史的な1930年代の大干ばつ、ダストボウルはもちろん、21世紀に入り、乾燥した気候が続いている。

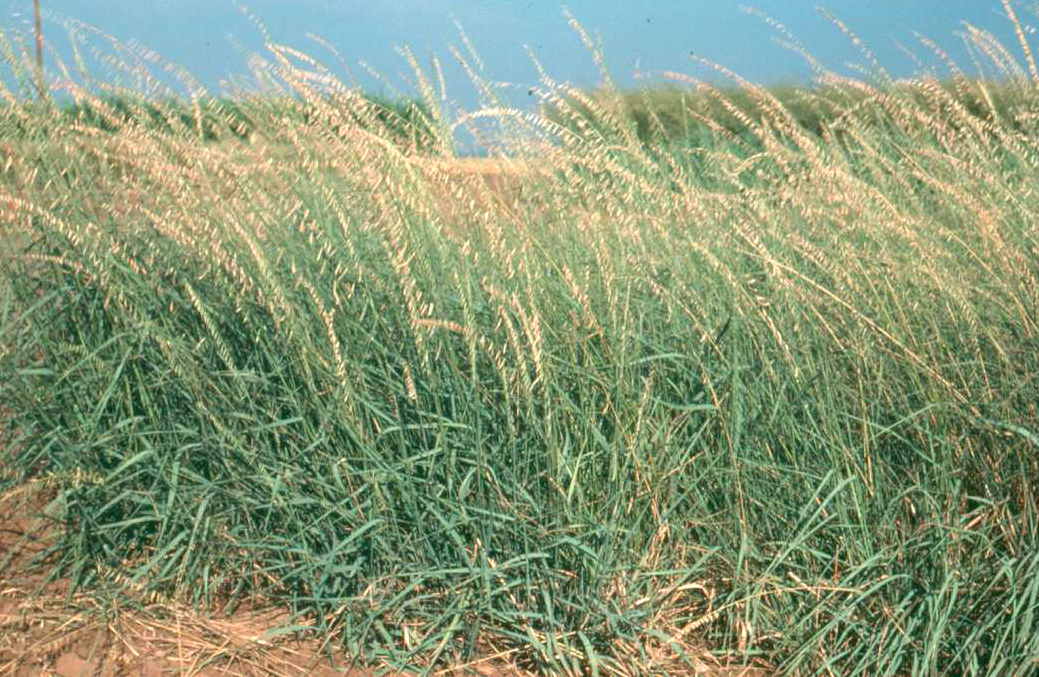
モリソルを育んで来たイネ科のグラーマ草 (Bouteloua curtipendula)) 1m近くまで伸びる。新世界の乾燥した温帯、例えば、カナダ南部からテキサスにかけてのプレーリーなどに分布する。グラーマ草は放牧にも役立っている。

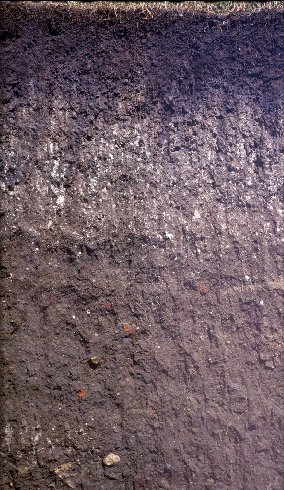
モリソルの断面図 黒く見える上層がモリソルの特徴となる有機物に富んだ層

### 土壌
ノースダコタ州の土壌は全域にわたって肥沃な土壌であるモリソル (mollisol) が優勢である。モリソルは草原黒色土壌とも呼ばれる。モリソルはプレーリーに沿って、サウスダコタ州東部、アイオワ州、カンザス州、オクラホマ州に主に分布する。モリソルが集中しているのはノースダコタ州と並んで小麦の大産地であるカンザス州（全域）である。ウクライナなどのロシア穀倉地帯にも分布し、氷結していない地表の7%を占める。
モリソルは降水量500mm以下の比較的乾燥した気候下で形成される。雨量が少ないため、カルシウム、マグネシウムが溶脱していないことが植物の生育に適する。いわゆる軟土壌である。雨量が少ないことは同時に草原が形成されることを意味する。数千年にも亘ってグラーマ草 Bouteloua curtipendula やプレーリー・サンド・リードなどのイネ科の多年草が繁栄し、有機物、腐葉土が蓄積されている。無機物、有機物のバランスがよく、モリソルはすべての土壌の中でも農業生産性が最も高い土壌と言える。さらに耐久性が高く、長年月にわたって農業を維持できる。ただし、モリソルであってもある程度の休閑期間をもうけずに農業生産を継続すると土壌が疲弊し、結果として表土が失われていく土壌浸食に至る。
なお、モリソルとは1975年にアメリカ合衆国農務省 (USDA) が定めたSoil Taxonomyによる12の分類名の一つであり、従来のプレーリー土、チェルノーゼムなどを含むものである。従来の区分に従うと、ミズーリ川右岸の土壌はプレーリー土、チェルノーゼム、左岸のグレートプレーンズでは、栗色土、褐色土となる。
西のモンタナ州はエンティソル、東のミネソタ州はアルフィゾルが分布する。エンティソル (entisol) は、はっきりとした層位に分かれていない土壌であり、有機物の比率が低い未熟な土壌である。モンタナ州西部には栗色土も分布する。アルフィゾル (alfisol) はカリウム、マグネシウムなどの塩基供給量はモリソルにつぐ。従来のポドゾルに相当する。農業に広く用いられる肥沃な土壌である。

### 自然災害

#### ブリザード

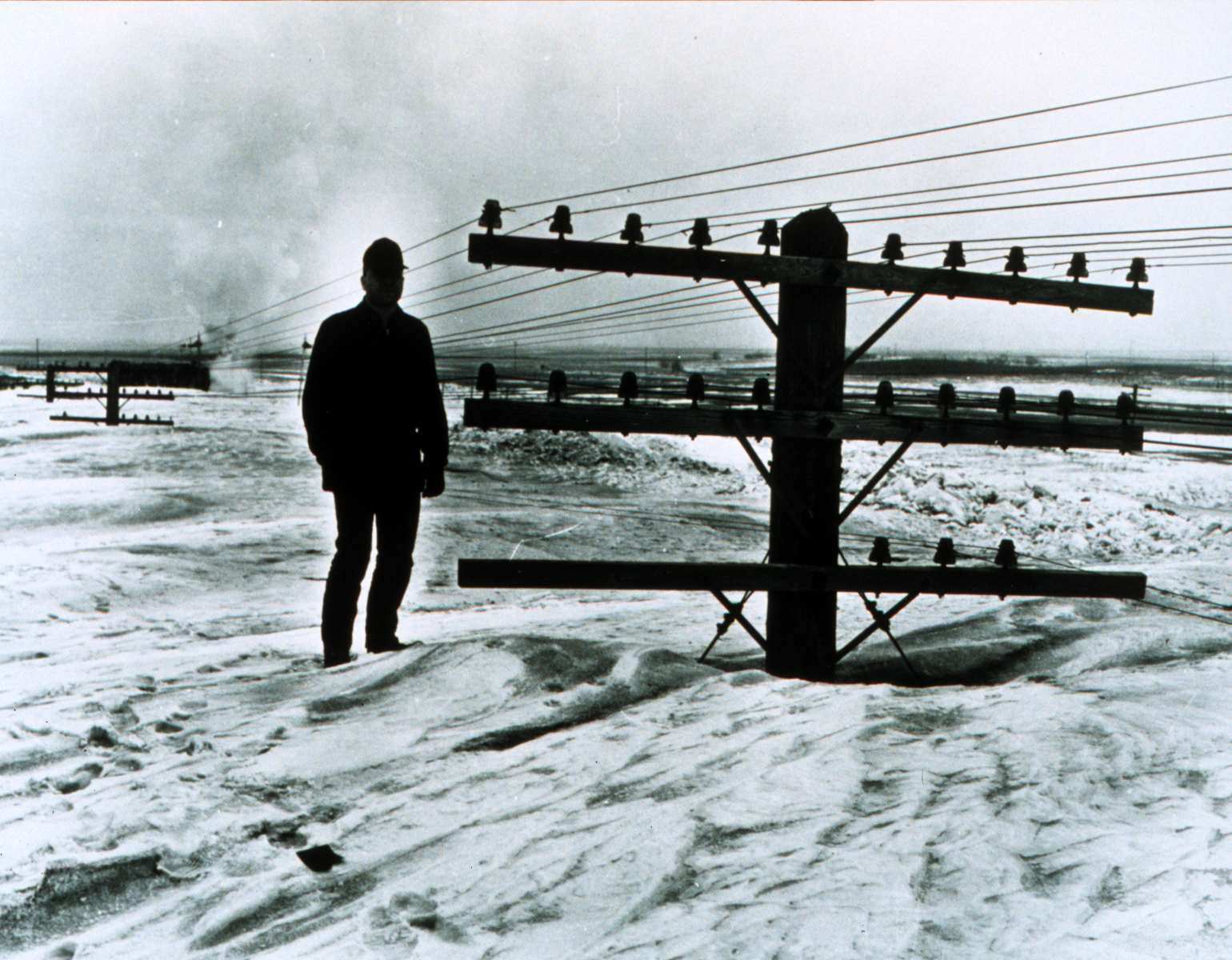
ノースダコタのブリザート 1966年3月上旬の記録的なブリザード。送電線のてっぺんだけが雪から顔を出している。州南東部のジェームスタウン近郊

冬季に気温が下がるのは北のカナダ方面から吹き降ろすブリザードによる。ただし、北東部諸州、例えばニューヨーク州に見られるような重い雪を含むブリザードではなく、低温と強風が中心である。これは大陸中心部では水蒸気の供給が不十分なためだ。ブリザードが発生すると、寒気による強風が起こり、気温が下がると同時に風によるホワイトアウト現象が発生、視界が急速に悪くなっていく。雪が少ないにもかかわらず視界が0になることもまれではない。小麦の植え付け後にブリザードが発生すると、根雪が遅くまで残り、収穫に悪い影響を与える。ノースダコタの主要産業は春小麦であるため、最後のブリザードがいつ訪れる（た）のかというニュースは常に高い関心を呼ぶ。
合衆国におけるブリザードの定義は、風速16m/秒以上、視界400m以下の降雪状態が3時間以上続くというもの。カナダにおける定義は風速11m/秒、視界1km以下、-25度以下の降雪状態が4時間継続するというものだ。
ただし、十分な水蒸気が供給されると、ノースダコタであってもブリザードによる降雪は驚くべき量に達する。記録的だったのは1966年3月上旬のブリザード。3日間続き、ノースダコタ、サウスダコタ、ミネソタに大量の雪をもたらした。通年20mm程度の降雪しかない地域でも90cmの積雪に至り、州南東部のジェームスタウン近郊では写真のように積雪量が6mに達した。
面白いことに、ブリザードの被害は南のサウスダコタ州の方が重くなる。このため、サウスダコタ州はテキサス州と並んで The Blizzard State （ブリザード州）と呼ばれることもある。

ブリザード以外にも冬季に気温を下げる気象現象がある。アルバータ寒冷前線だ。寒冷前線の名前はノースダコタから西の方向に400km離れたカナダのアルバータ州にちなんだもの。ジェット気流によって西の太平洋から移動してきた低気圧はブリティッシュコロンビア地方のロッキー山脈に至る。すると、上昇気流が起き、水蒸気を失い、かつ温度が下がる。その後、合衆国へ南下していく。アルバータ寒冷前線が通過すると、10時間で16度以上の気温の低下が起こる。風速は最大秒速20m（時速72km）に達する。アルバータ寒冷前線は水蒸気をほとんど含んでいないために50mm程度の降雪にとどまることが多い。規模の大きなアルバータ寒冷前線はブリザードに至る。ノースダコタを含む中西部のうち北部の諸州で見られる現象だ。

#### 洪水
ノースダコタ州は平坦な地形であることが災いし、いったん洪水が発生すると被害が大規模になりやすい。特に、レッド川流域やデヴィルズレイク周辺は単位時間当たりの排水能力が低く、洪水に至りやすい。

#### トルネード
トルネードは他のどのような自然災害と比較してもエネルギー密度が高いこと、発生件数が多いこと、事前の予測、発生後の被害予測のいずれもが難しいことから恐れられている。合衆国においては西経110度以東の州に多い。これはメキシコ湾からの湿った地表の空気とロッキー山脈からの乾いた空気が攪拌されることによる。
直撃を受けた個人や中小企業にといっては言葉通り災難ではあるが、少なくともノースダコタで発生するものは持続時間が短く、被害の及ぶ範囲が線上であって、面積が小さくなることから、農業を中核とする州経済に影響を及ぼすことはない。
1950年から1955年のNOAAの観測によると、ノースダコタ州を襲う竜巻は年平均18個、10万平方マイルあたり2.5個である。全米では平均780個の竜巻が発生する。このうちStrong-Violentに分類される危険な竜巻（藤田スケールにおけるF2階級からF5階級、すなわち最大風速が毎時181km以上）は年平均3個（全米では205個）、10万平方マイル当たり0.4個である。10万平方マイル当たりの数は、最も竜巻が多い州と比較して、それぞれ1/3、1/6にとどまる。最大規模のF5スケールの竜巻は10年に1度程度しか起こらない。
10万平方マイル当たりの値を見ると、最も被害の大きいのがフロリダ州の8.4個、ついで、オクラホマ州の7.5個、デラウェア州の6.1個である。地域別では中西部などアメリカ中央部諸州の平均値が高く、西部は0.1から1.0程度の値にとどまっている。このような傾向はStrong-Violentに分類される竜巻でよりはっきりする。最高値はオクラホマの2.4、次いでインディアナの2.0、アイオワとミシシッピの1.9だからだ。
実際、グレートプレーンズ、中西部の諸州は竜巻街道とも呼ばれている。6億ドルの被害を出した合衆国最悪の竜巻も中西部から南部（ミシガン州からアラバマ州）にかけて発生している。1974年4月3日から4日にかけて24時間のうちに平行の軌道を取る148の竜巻が集団発生した事件だ。

#### 地震
ノースダコタは安定陸塊上に位置するため、地震がほとんど起こらない。記録に残る限り、メルカリ震度階級V以上の地震は起こっていない。つまり、食器棚がカタカタと揺れる程度の地震にとどまる。ノースダコタで観測される地震はほとんどの場合、周囲の諸州、例えばアイオワ州、ミネソタ州、ネブラスカ州、モンタナ州に震源がある。州内に震源地があると確認できた最初の地震は1968年7月8日に起こったが、震度はメルカリ震度階級IV、マグニチュード4.4に過ぎなかった。
1872年10月9日のアイオワ州スーシティを震源とする地震と、1877年11月15日にダコタ準州で発生した地震が最初期の記録である。1909年5月15日と1946年10月26日の地震は州内全域で体感があった。1946年の地震はモンタナ州に震源が確認され、マグニチュードが7.1と大きい。20世紀最後の大きな地震は1975年6月9日のものでミネソタ州に震源があった。マグニチュードは4.4。

### 動物
プレーリーの動物として知られるプレーリードッグは実際にはロッキー山中東部からグレートプレーンズにかけた12州にまたがって主に生息し、5種に分かれている。最も分布域が広く、グレートプレーンズ全域で見られるオグロ種 Cynomys ludovicianus、ワイオミング州を中心に南に広がるオジロ種 Cynomys leucurus、フォーコーナーズを中心にオジロ種の南に分布するガニソン種 Cynomys gunnisoni、メキシコ・モンテレーに近いごく狭い領域に分布するメキシコ種 Cynomys mexicanus、ユタ州の狭い範囲に生息するユタ種 Cynomys parvidensである。
ノースダコタ州に生息するのはオグロ種のみである。州内の分布域はミズーリ川右岸、つまり州の南西部に限られ、生息数は20万匹と推定されている。

## 産業

### 農業
アメリカ合衆国は小麦の輸出において長年世界一の座にとどまっている。これを支えているのがノースダコタとカンザスの小麦生産である。
しかし、小麦以外の農産物の生産も盛んであり、15品目において合衆国内のシェアが1位である。小麦以外の農作物は主に国内で消費される。以下の数値、順位は2005年時点のもの。
州の主な産業は農業であり、全生産の1/4を農業が占める。農業生産額30億ドル、畜産生産額は9億ドルに達する。全農業では41億ドルを上回る。輸出作物ではコムギが圧倒的で7億5000万ドル、次にダイズとダイズ製品の3億2600万ドル、ヒマワリに由来する製品と砂糖が3億1800万ドルである。
農業の形態としては、企業的穀物農業が中核となっている。人口63万4000人に対し、約1/4が農場・牧場経営者、農場・牧場労働者である。農家戸数は3万戸（うち2万戸が小麦生産農家）。州の面積18.3万平方kmに対し、農地と牧場の面積を合わせると1590万ヘクタール（15万9000平方km）に達する。農家1戸当たりの平均農地面積は526ha（5.26平方km）。小麦生産農家のうち1万戸は250エーカー以上を作付けしており、1戸当たり1万トン規模の小麦を生産する農家もある。これは日本（全生産量86万トン）の中規模の県の小麦生産額を1戸が生産していることに相当する。
一人当たりの所得は2004年時点で、3万5763ドルであり、全米平均より4.5%低い。順位としては51の州と特別区のうち35番目に位置する。ただし、34番目は冬小麦生産に特化したカンザス州、36番目は各種農産物を平均的に生産するオレゴン州であることから、ノースダコタ州は農業州としてはごく一般的な所得水準であることが分かる。農家の所得に占める品目の割合はコムギ (21.4%)、肉牛などの家畜 (15.6%)、ダイズ (11.6%) の順である。以下、オオムギ、トウモロコシ、サトウダイコン、ヒマワリ、ナタネ、乾燥食用マメ、ジャガイモが続く。タバコや綿花は気候条件から栽培自体が不可能である。
合衆国内のシェアが1位の生産品目は15に達する。亜麻仁（亜麻の種）とナタネはシェアの9割以上、食用マメ、デュラム種の小麦、インゲンマメは5割以上を、ヒマワリ油、春小麦、全ヒマワリ、非油用ヒマワリ、レンズマメ、シロインゲンマメ、食用乾燥マメは3割以上を1州で生産している。その他、オオムギ、蜂蜜、エンバクも合衆国内のシェア1位である。
畜産は起伏に富み、小麦の生産に適さない南西部の土地で盛ん。品目は主に肉牛の放牧（175万頭）である。羊毛を目的としたヒツジ、乳牛、ブタが続く。

#### 小麦生産
ノースダコタは春に種を播く春小麦地帯の中央に位置し、春小麦の収穫が全米で一、二を争う。小麦の作付け面積は1162万5000エーカー（1997年）。全小麦の収穫では全米2位（835万トン）であるが、これは春小麦よりも単位面積当たりの収量が大きい冬小麦地帯の中核州カンザス州（856万トン）が存在するためである。春小麦の播種は4月中旬から始まり、5月上旬に繁忙期を迎える。7月上旬に収穫できる地域も存在するが、多くは8月中旬から9月上旬にかけて収穫する。なお、冬小麦は9月から10月にかけて播種し、5月から7月にかけて収穫している。
小麦の栽培品種は2つに大別できる。いずれの品種もノースダコタ州に栽培地が特に集中している。
粒の硬い外皮が赤みを帯びたハード・レッド・スプリング（春小麦）は、州の小麦作付け面積の約3/4を占める。平年収量は33ブッシェル/エーカー。タンパク質含有比率が高く13.5%から14%に達するために強力粉に製粉される。強力粉はパンの原料として適する。ハード・レッド・スプリングは、病気に対する抵抗性、タンパク質含有比率、収量の組合せによってさらに30種類以上の品種に分類されている。世界市場での需要、競合諸国の動向、天候の予測、より優れた品種の登場などにより、数年ごとに栽培品種はめまぐるしく変わっていく。

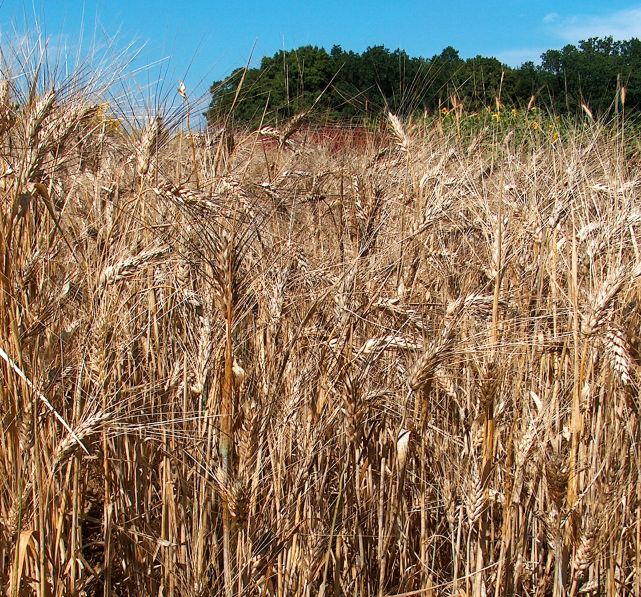
デュラム種 Triticum durum のコムギ

ハード・アンバー・デュラム Triticum durum は外皮が琥珀色に輝いて見える。デュラム種は作付け、収穫とも春小麦より1週間ほど遅い。作付け面積では全小麦の1/4を占める。平年収量は25ブッシェル/エーカー。栽培種としては唯一の四倍体コムギであり、粒が大きく、小麦としては最も硬い。デュラムは粒が荒い状態デュラムセモリナに製粉され、マカロニやパスタなどの原料となる。デュラムも15種類以上の品種に分かれる。デュラム種の栽培品種もハード・レッド・スプリング同様、移り変わりが激しい。
州では全土の農業生産地域を井の字形に9つの地区に分けて管理している。春小麦の生産が最も盛んなのは、タウナー郡、ラムジー郡、ネルソン郡、グランドフォークス郡などを含む北東部である。この地区だけで春小麦作付け面積の20%を占める。グリッグス郡、トレイル郡、キャス郡、バーネス郡などを含む東中央部が次ぐ。中央部とグレートプレーンズに属する南西部も作付け面積が広い。
デュラム種は降水量の少ない西部に集中しており、西部3地域で8割の作付け面積を占める。

### 鉱業
21世紀に入るまで、ノースダコタの鉱業は合衆国内としては特に盛んではなかった。しかしながら、カナダ西部から合衆国にかけて延びるロッキー山脈にそってウィリストン盆地が広がり、石油と石炭の埋蔵量に富む。ノースダコタ州西部からモンタナ州東部にかけてもいたるところに未開発の炭田が広がっている。他州にもまたがった炭田全体の範囲は南北800km、東西600kmにも及ぶ。炭田開発が進まないのは炭素分が少ない褐炭であるためだ。品位は高くないが、炭田の深度が浅いため、エネルギー・コストが上昇すれば大規模な採掘に着手するのは難しくない。ノースダコタ州の褐炭の採掘量は2790万トン。しかしそれ以上に重要なのは、褐炭鉱床の上を覆う酸化物であるレオナルダイトである。特にノースダコタ産のレオナルダイトは高品質であるとされ、州の特産品になっている（そもそもレオナルダイトという命名自体、州西部の炭田地帯でこの準鉱物を発見したノースダコタ大学地質学教授、A・G・レオナルドに由来する）。レオナルダイトはフミン酸（腐植酸）を豊富に含み、農業用の土壌改良剤として使われている。また、農業用のほかにも、石油リグの掘穿泥水としても使われている。
1951年、北西部のウィリストン近郊、タイオーガの近くで最初の油田が発見された。カナダのサスカチュワン州との州境にかけて南北100km、東西300kmの地域に油層が存在する。このため、20世紀末に至っても、油田探査は州の北西部に集中している。州全体では、ペンビナ郡からボウマン郡まで、ディバイド郡からリッチランド郡まで、州内全域に亘って数百カ所の探査井が掘られている。この結果、マッケンジー郡やスターク郡、ボウマン郡など州西部の数ヶ所で小規模な油田の存在が確認された。マッケンジー郡の油田については、複数の油井による商業的な原油のくみ上げが継続している。リトルミズーリナショナルグラスランドにも複数の油井がある。グラスランド中部、インターステート29号線の南では、フライバーグ油田の探査、試掘が続いている。ダム郡西部にもリトルナイフ油田が存在する。2004年現在の生産額は小規模ではあるが、原油3115万バレル、天然ガス17億立方mに達した。やがて2010年代に入ると、掘削技術の発達に加えて、原油価格が高い掘削コストに見合う水準にまで高騰したことで、州北西部のタイトオイル（シェールオイル）掘削が急速に進められ、石油ブームがもたらされた。
商業的に利用可能な金属資源は見つかっていない。地層構造から、大深度に銅、鉄などの鉱物資源が存在する可能性が指摘されているが、他の地域の鉱物資源と比較すると不利である。実際に採取されているのは、小規模なじゃりや石灰だけである。州南西部の褐炭にはウラン化合物が吸着されており、総ウラン量にして1万トンに達すると見積もられているが、商業的に回収する方法が見つかっていない。

### その他の産業
林業、水産業、重工業、第三次産業は未発達であるが、軽工業、食品工業は存在する。製造品出荷額は2003年時点で64億ドル。製造業の伸び率は高く2001年に至る15年間で30%以上に達した。

### 企業
ノースダコタの企業活動はエネルギー産業に基盤を置いている。

合衆国で最古の歴史を誇るビジネス誌フォーチュンが公開するFortune 1000、すなわち最も売上高の大きい合衆国の1000企業としては、546位（2006年）にエネルギー関連企業であるMDUリソーシズグループ（MDU Resources Group、本社ビスマーク市）がランクインする。同社の売上高は34億5540万ドル。事業内容はグレートプレーンズ諸州における天然ガスと原油の採掘、精製、供給のほか、発電と配電である。ミネソタ州などにおいては鉄鉱の採掘などの鉱業にも注力している。

ベイスンエレクトリックパワー共同組合（Basin Electric Power Cooperative、本社ビスマーク市）も規模が大きい。同社は非営利の共同組合方式で経営されている。ノースダコタを含むグレートプレーンズを中心とした9つの州で発電、配電事業を営む。契約数は180万、サービス地域は43万平方マイルに達する。総発電能力3412MW。ノースダコタ州内には褐炭を用いた2つの石炭発電所（ビューラー郡のAntelope Valley発電所とスタントン郡のLeland Olds発電所）と3つの風力発電所（マイノット市近郊、ウィリストン市近郊）を稼動させている。他州にも石炭、重油、天然ガス、風力発電所を所有する。ノースダコタ州立大学 (NDSU) と協力して、風力発電による水素供給基地の研究開発を続けている。研究拠点はマイノット市である。

風力発電に関する業界団体である米国風力協会 (AWEA) によると、2006年4月現在において、ノースダコタ州の風力発電能力は11万8000kWである。これは現在風力発電量が最大となっている州カリフォルニア州の1/20に過ぎず、原子力発電所の1つの炉と比較しても数分の1の能力に過ぎない。

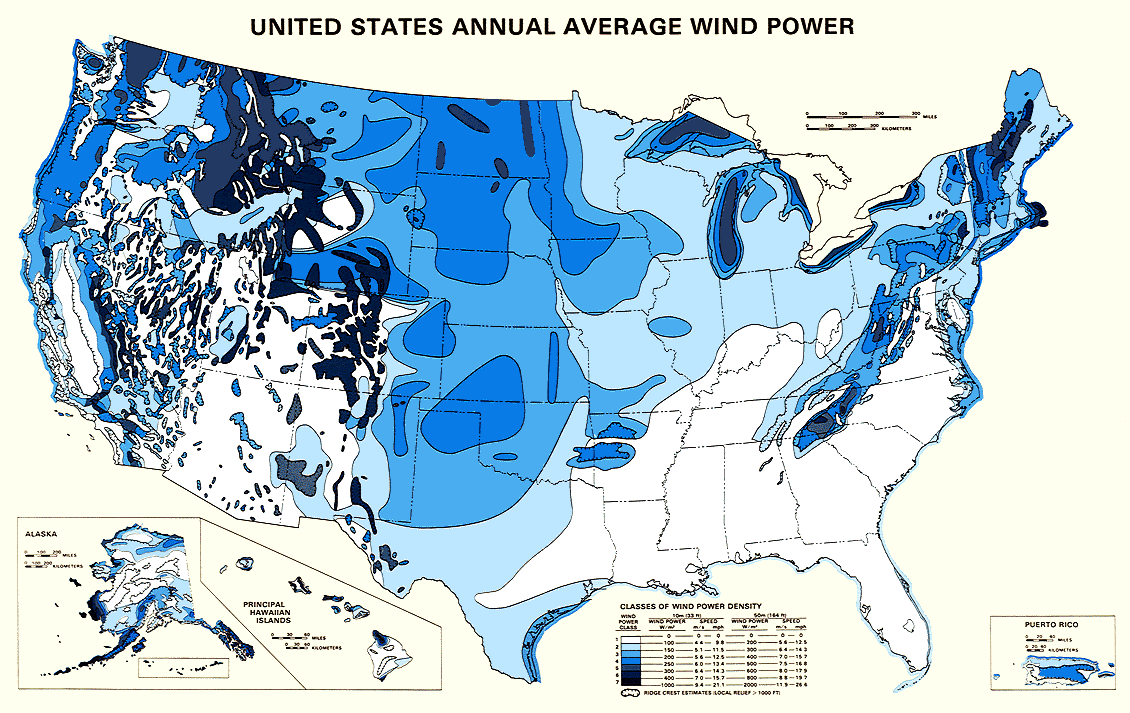
合衆国における風力発電の潜在能力 グレートプレーンズ、特に北部は一年を通じて安定した潜在能力がある。中でもノースダコタ州は全域に亘りクラス4以上の地域が広がる

しかし、同協会によるとノースダコタ州は合衆国内における風力発電の建設候補地として最適である。潜在能力ではテキサス州、カンザス州、サウスダコタ州、モンタナ州がいずれも1兆kW時を超えるが、ノースダコタ州はカリフォルニア州の20倍以上、1兆2100億kW時の発電能力が見込めると試算されている。なお2004年時点の合衆国全体の発電量は3兆8000億kW時である。
州内には金融機関が104あり、保有資産は20761百万ドル。

### 貿易
2004年時点のノースダコタ州の輸出額は10億80万ドル。主な輸出先は、カナダ (47.6%)、ベルギー (10.0%)、オーストラリア (7.6%)、メキシコ、イタリアである。日本向けは8位となっている。カナダが多いのは商品取引所で売るためだ。
日本向けの輸出品目は、食料品、農産物 (33.3%)、機械類 (30.0%)、木製品 (20.3%)、コンピュータ・電気製品である。
東洋経済新報社の調査によると、日系企業は進出していない。合衆国51の州と特別区のうち、日系企業が進出していない3つの州の一つである。
Source: WISER (World Institute for Strategic Economic Research)

## 交通

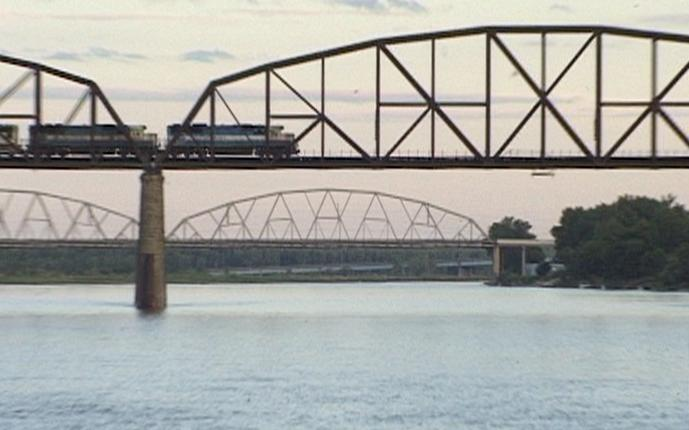
ノーザンパシフィック鉄道 ビスマーク近郊でミズーリ川を渡っている。貨物列車のみが運行されている。背景には南側にかかるメモリアルブリッジも写っている。

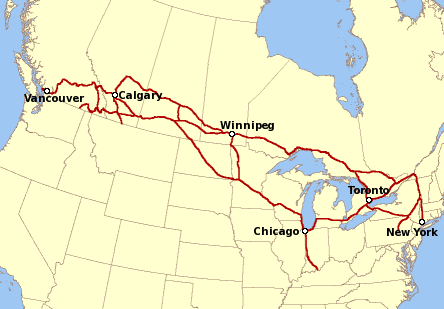
カナダ太平洋鉄道の経路 カナダのWinnipegとあるすぐ南がノースダコタ州である

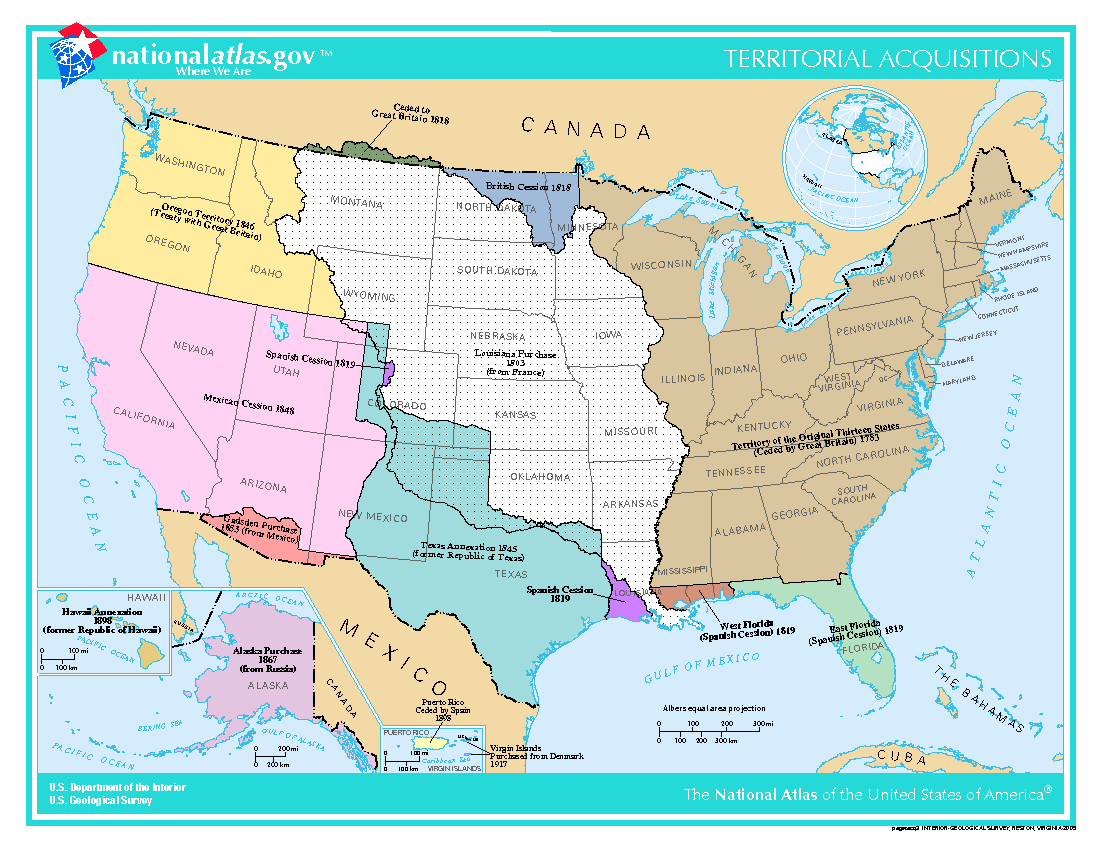
ノースダコタ州は2つの領域から派生した

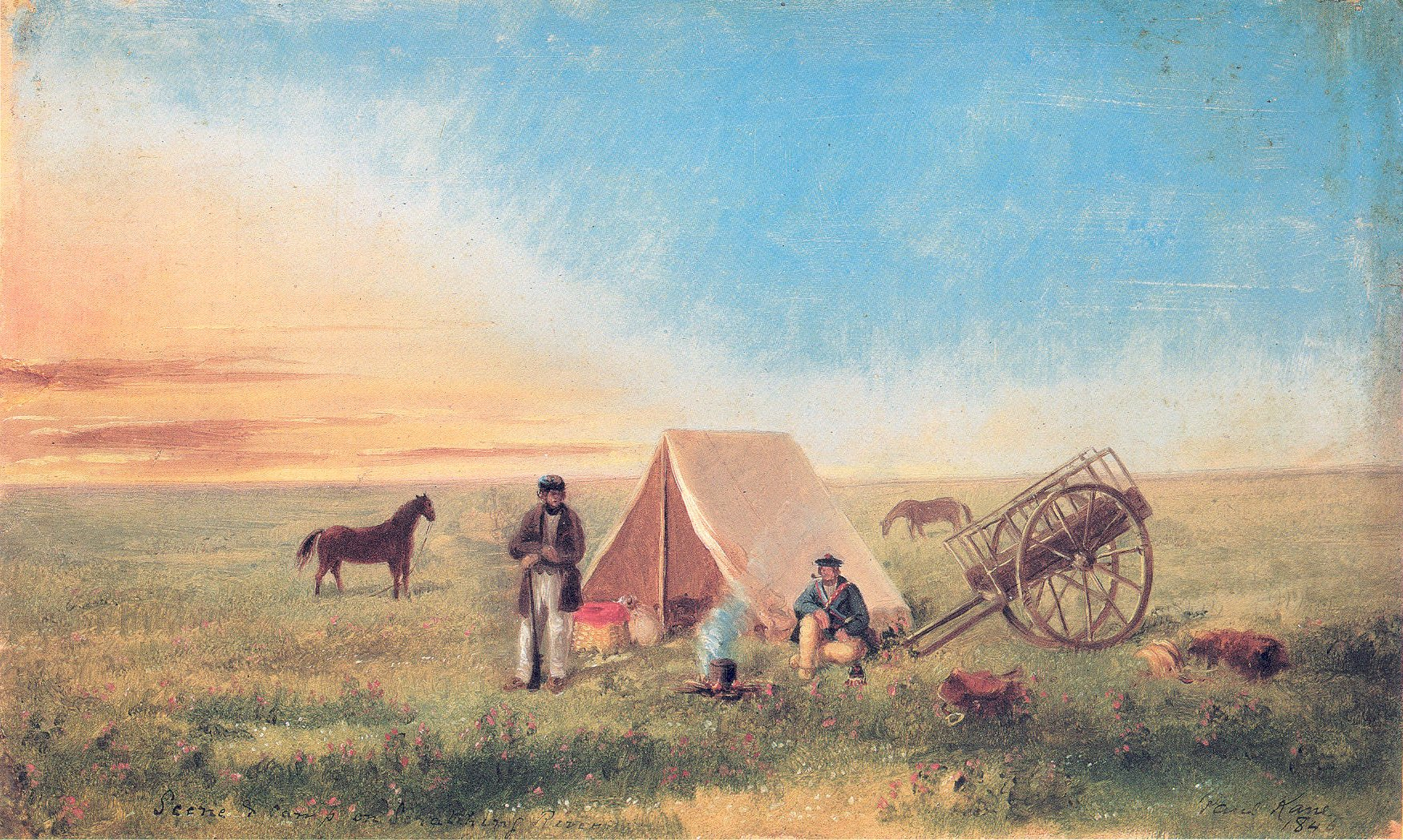
1846年時点のダコタ 白人が入植する前の様子が分かる

### 鉄道
2本の大陸横断鉄道、ノーザン・パシフィック鉄道とグレート・ノーザン鉄道（いずれも現在はBNSF鉄道）は現代においても貨物輸送に重要な役割を果たしている。
ノースダコタ州は、1803年にアメリカ合衆国がフランスから購入（ルイジアナ買収）したフランス領ルイジアナの一部である。州の面積の半分、ミズーリ川左岸に相当する北東部はミネソタ州の一部とともに1818年にイギリスから条約により割譲されたレッド川盆地だ。1863年にネイティブ・アメリカンとの大規模な戦闘、すなわちホワイトストーンヒル、ビッグマウンド、ストーニーレイクの戦いを経て、現在のノースダコタに相当する領域は完全に合衆国の勢力下に入った。その後、短い駅馬車の時代を経た。
1880年代に入ると、全米で年間1万1000kmも鉄道が伸びてゆく。同州においても西部開拓の輸送路として、まず1883年に太平洋岸のシアトルに通じるノーザン・パシフィック鉄道が、2年後の1885年にポートランドに通じるグレート・ノーザン鉄道が相次いで開通し、東のミネソタ州セントポールを玄関口として、アメリカ北西部の開拓が西へ西へと進んでいった。鉄道の建設時、地域によってはバッファローの肉が労働者の唯一の食料源となっていたという。このようにしてノースダコタ州自体は、1880年から1890年ごろにかけてフロンティアとなった。
鉄道路線の敷設によって、人口が急増し、農地が急速に広がっていく。1889年、サウスダコタ州、モンタナ州、ワシントン州と並んで州に昇格したことも、鉄道による発展がなければ難しかっただろう。
合衆国の旅客輸送（人km）に占める鉄道の割合はわずか0.7%に過ぎない。一方、貨物輸送（トンkm）では38.4%を占め、29.7%の自動車をしのぐ。いずれもヨーロッパや日本などの先進諸国とは異なる傾向である。現代の大陸横断鉄道にも同じ傾向が見られる。主に小麦を太平洋岸の港、すなわちシアトルとポートランドに輸送するために鉄道が用いられている。小麦の一部は東に向かい、国内集積地のダルース、ミネアポリスに鉄道輸送されている。いずれの都市も大陸横断鉄道の起点である。
もう一つの大動脈はニューヨークとバンクーバーを結ぶカナダ太平洋鉄道である。州の南東部から北西部に抜ける。マイノット市において、旧グレートノーザン鉄道と接続している。
乗客用のサービスとしては、アムトラックのエンパイア・ビルダー号が1日当たり往復1便、州内を横断している。エンパイア・ビルダーはシカゴとシアトル・ポートランドを結んでおり、所要時間はいずれも46時間である。州内ではファーゴ、グランドフォークス、デヴィルズレイク、ラグビー、マイノット、スタンレー、ウィリストンに停車する。ノースダコタ州を横断するのに7時間30分を要する。グランドフォークスからウィリストンの間は旧グレート・ノーザン鉄道の路線を走る。

### 道路
2本のインターステート・ハイウェイ（州間高速道路網）、すなわち南北に延びる29号線と東西にわたる94号線が敷設されている。両インターステートの交点に最大都市ファーゴが位置する。いずれも1890年以前から街道筋として使われてきた道路をなぞっている。
29号線は南のカンザス州カンザスシティから北上し、ノースダコタ州を通過後、カナダのマニトバ州ウィニペグまで延びている。ノースダコタ州内では東のミネソタ州との州境と10kmほどの間隔を置いている。州内の延長距離は349km。29号線沿いの都市は南から、ファーゴ、グランドフォークスである。
94号線は北緯47度線にほぼ沿って東西に走る。94号線は遠く東のミシガン州ポートヒューロンに発し、デトロイト、シカゴ、ミネソタ州ミネアポリスを経由し、ノースダコタ州を抜けた後、西のモンタナ州ビリングスに通じる。州を横長に3等分したとき、94号線は北から2番目と3番目の境に延びているともいえる。州内の延長距離は567.12km。94号線沿いの主な都市は東からファーゴ、ジェームズタウン、州都ビスマーク、ディッキンソンである。
インターステートに沿っていない都市もある。北西部のウィリストン、中西部のマイノットが代表例である。
インターステート、国道、郡道、1マイル道路はすべて実用的な道路であるが、これ以外の種別の道路も存在する。

### 空港
アメリカ中西部12州には主要空港が13港ある。そのうち一つが州内最大都市ファーゴに位置するヘクター国際空港であり、1日32便の到着便がある。ノースダコタ州はミネアポリス・セントポール国際空港をハブ空港としているデルタ航空の便が多く発着し、32便のうち8便がミネアポリス・セントポール国際空港からの到着便である。4便のシカゴ・オヘア国際空港（ユナイテッド航空のハブ）、3便のデンバー国際空港（同）が次ぐ。

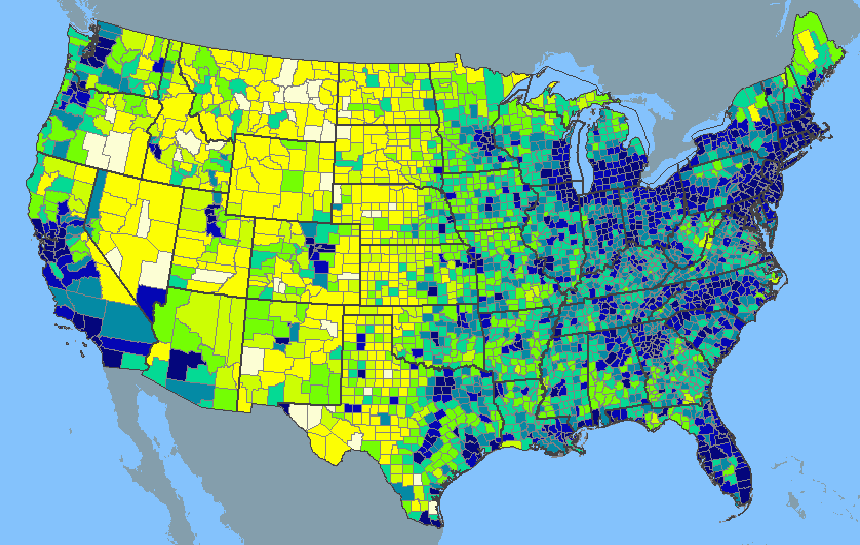
合衆国本土の人口密度 ノースダコタ州とミネソタ州の間、西経97度を境に人口密度が変化していることが分かる。平方マイル（2.59平方km）当たりの人口で区分した。1人未満（白）、1-4人（黄）、5-9人（黄緑）、10-24人（緑）、25-49人（薄シアン）、50-99人（シアン）、100-249人（紺）、255-66935人（黒）

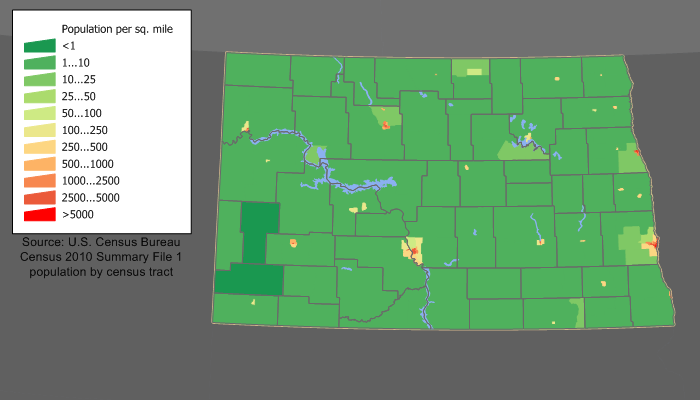
ノースダコタ州の人口密度 緑色が濃いほど人口密度が低い。東（右）の州境にある都市は北からグランドフォークスとファーゴ、グランドフォークスの西はデビルズレイク。ファーゴの西はジェームズタウン。中央下はミズーリ川沿岸の都市、州都ビスマーク、その西がディッキンソン。ビスマークの北に二つの赤い地域が対になっているのがマイノット。北西端にはウィリストン市も見える

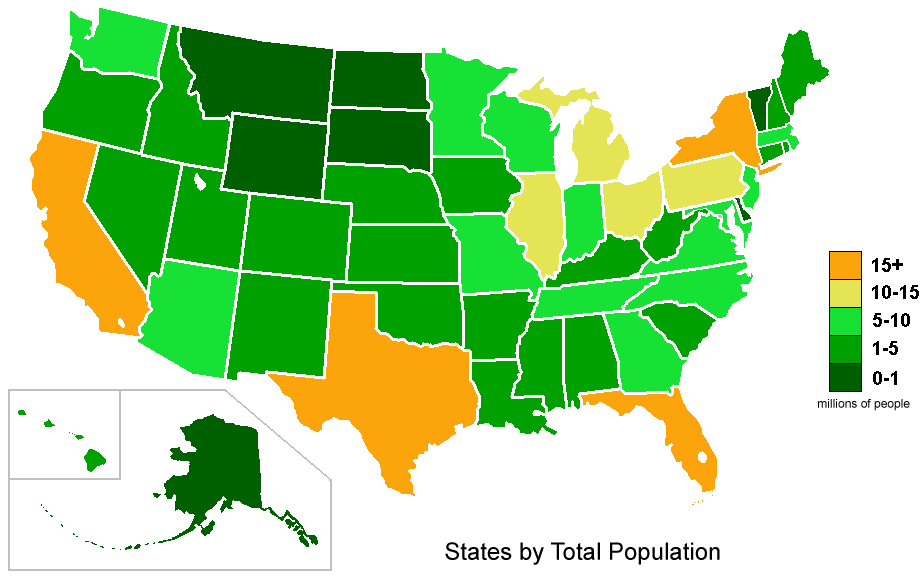
州別の人口規模 州土の狭い東海岸のバーモント・デラウェア両州を除くと、両ダコタとモンタナ、ワイオミングの人口の少なさが際立つ。100万人以下（濃緑）、100-500万人（緑）、500-1000万人（薄緑）、1000-1500万人（黄土）、1500万人超（橙）

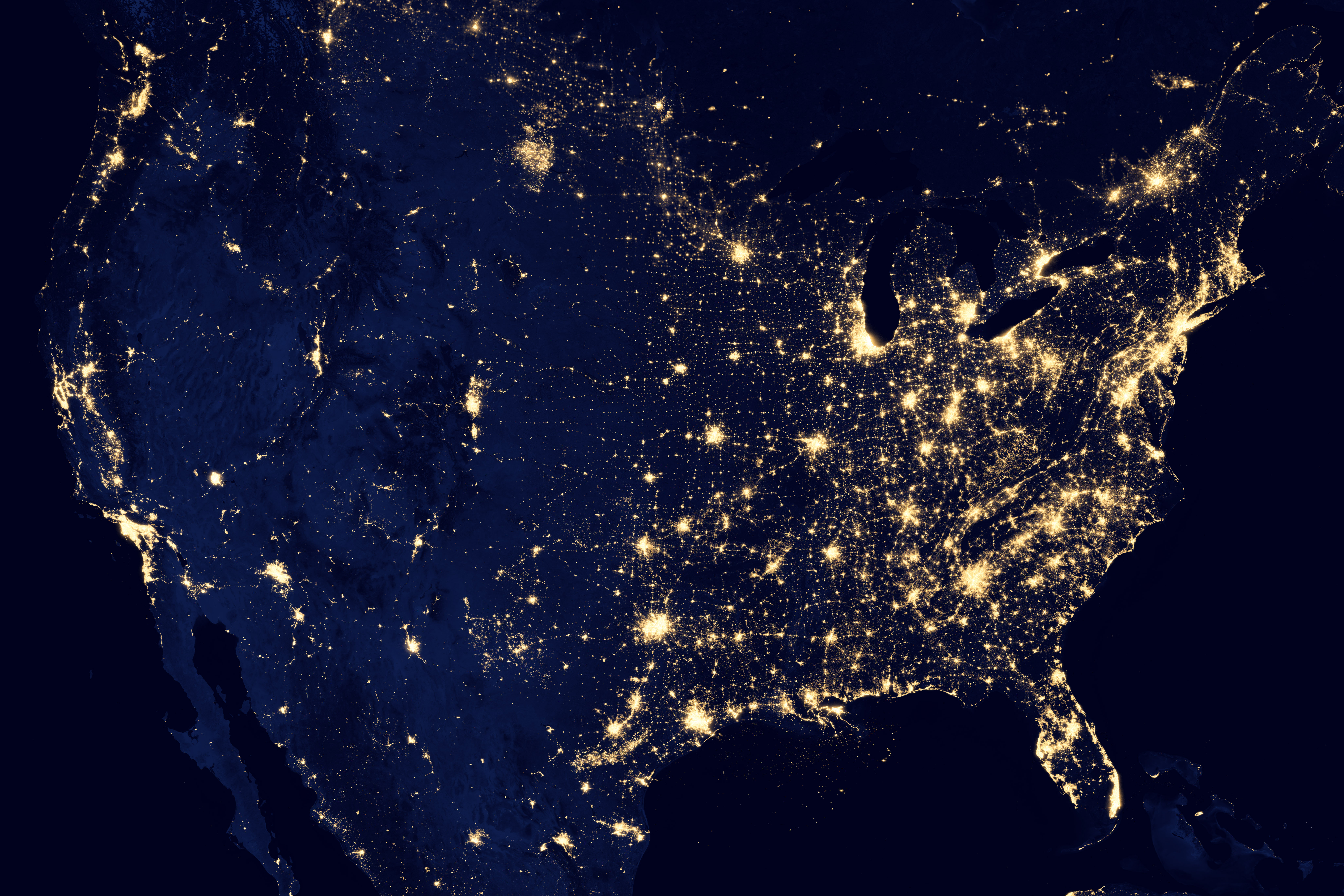
宇宙空間から観測した夜間の合衆国本土 東西に伸びるスペリオル湖のすぐ南西には地域の核となっているミネソタ州のミネアポリス・セントポール双子都市が大きく写っている。ミネアポリスの北西に大きく見えるのがファーゴ、すぐ北にグランドフォークス、画面中央上端のカナダ・マニトバ州のウィニペグとレッド川に沿って奇麗に南北に都市が並ぶ。ファーゴから西に進むと同じぐらいの明るさに見えるビスマーク、ファーゴとビスマークの中間には幾分小さなジェームズタウンも見える。ビスマークのほぼ真北にマイノット、マイノットの西にウィリストンも写る。ウィリストンの周りには小さな明るい点が広範囲にわたっているが、これは都市ではなく油田によるものと考えられる。以上のようにノースダコタ州においては、ほぼ等間隔に都市が並んでいることが分かる。また、東のミネソタ州北部にはほとんど都市がないこと、西のモンタナ州は非常に暗いことも見て取れる。

ミネアポリス・セントポール空港との間に定期便が存在する空港は州内に5つある。州都ビスマーク（6便）、ファーゴ、グランドフォークス（5便）、マイノット（4便）、ウィリストン（2便）である。

## 行政区画
ノースダコタ州は53の郡から構成されている。

## 都市と人口
ノースダコタ州の「ダコタ」の名はネイティブアメリカンのダコタ族による。

ノースダコタ州各郡の人口増減率（2010-20年）
増加
5%未満
5-10%
10-25%
25-50%
50%以上
減少
5%未満
5-10%
10%以上

ノースダコタ州の人口は2020年国勢調査時点で779,094人で、50州のうち47位と少ない。1980年代から人口は横ばいで推移しており、増減幅は2%以内にとどまっていたが、2010年代に石油ブームの影響もあって15%以上増加し、全米50州中4番目の高さとなる成長を遂げた。ただし郡ごとで見ると、2010年代に人口が大幅に増加した郡は州西部、ことに産油地である北西部に集中しており、その恩恵をあまり受けていない州南部や北東部の諸郡は、カス郡（ファーゴ）やバーリー郡（ビスマーク）など都市部の郡を除いて、軒並み減少しているか微増にとどまっている。65歳以上の世代比率が14.8%と全米でも2番目に高い時期もあったが（当時の米国平均は12.4%）、2020年時点では15.7%と増加しているものの、全米平均の16.5%とは逆転している。
合衆国の穀物生産における労働生産性は世界でも最も高く、一人当たり100トンを超える。このため、小麦生産をはじめとする膨大な農業労働に対して、少ない人口でも対応できる。
合衆国内を含む多くの都市は商業活動、交易から発生したものである。ノースダコタの都市はほぼ例外なく交易が基盤となっている。都市は成長するにつれ、商業活動の中心が小売業から卸売業に移行していく。ハリスは、アメリカ合衆国の都市を都市成立基盤の基準から選んだ。ノースダコタ州からは4つの都市が選ばれたが、卸売都市の段階に達していたのはファーゴに限られ、ビスマーク、マイノット、グランドフォークスは小売都市であった。
ノースダコタ州の都市人口率は2000年時点で55.9%であり、全米平均の79.1%と比べると大幅に低い。51の州と特別区のうち、43番目に位置する。これは農業のうちでも企業穀物農業に特化し、タウンシップ制度に則った離村構造が維持されているからである。2020年時点で人口10万人以上の都市はファーゴ市1市のみ、人口5万人以上の都市ですらこれにビスマークとグランドフォークスを加えた3市のみで、都市間の分業、ネットワークは発達していない。
都市の定義は多様であり、都市地理学においても複数の定義が存在する。最も単純な定義は人口に基づくものである。しかしながら、日本のように5万人（3万人）以上の人口集中地域を都市と定義する国もあれば、デンマークやスウェーデンのように2,000人とする国家も存在する。合衆国の定義は州にもよるが、ノースダコタ州においては北欧諸国よりも緩く、人口規模にかかわらず法人化されていれば全て（たとえ人口が1人であっても）「市」とする、というものだ。
グレートプレーンズ諸州、モンタナ東部、両ダコタ西部、ワイオミング東部、ネブラスカ、コロラド東部、カンザス、ニューメキシコ東部、オクラホマ西部、テキサス北部は、合衆国の小麦の1/2、牛肉の6割を生産する大農業地帯だが、農業従事者をすべて合計しても50万人に達しない。農業地帯としては世界でもっとも人口密度が低い。
人口が過密なヨーロッパ中核部やアジアはもちろん、アメリカ東海岸のボスウォッシュ地帯と比較するとノースダコタ州は過疎地に思えるが、アメリカ合衆国全体としては珍しくない。例えば50州のうち、市域人口10万人以上の法人化された都市を3つ以上含む州は32州にとどまる。ノースダコタ州自体を含め、10州には人口10万人以上の都市は1つしか存在しない。それどころか、人口10万人以上の都市が存在しない州さえ珍しくない。バーモント州（2万5000平方km）、ウエストバージニア州（6万3000平方km）、デラウェア州（6447平方km）、メイン州（9万2000平方km）のほか、西部のワイオミング州（50万6000平方km）が該当する。このうち、バーモント州とウエストバージニア州には、人口5万人以上の都市すら存在しない。

### 主要都市

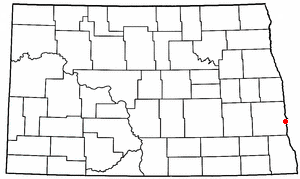
ファーゴの位置

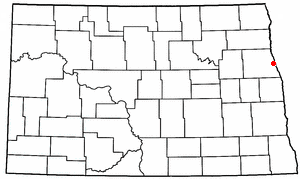
グランドフォークスの位置

人口を基準としたノースダコタ州の主要都市を以下に10都市挙げる。古い都市はミズーリ川沿岸か大陸横断鉄道の駅として興った。比較的新しい都市はインターステート沿いに分布している。
1. ファーゴ (Fargo) - 2本のインターステートの交点に位置する交通の要衝。歴史的には北のグレーノーザン鉄道、南のノーザンパシフィック鉄道という両大陸横断鉄道の駅として発達した。「西部への入り口」の一つ。標高274m。
ミネソタ州との州境となっているレッド川に臨む州最大の都市。William George Fargoの名にちなむ。ノースダコタ州立大学（1890年創立）が所在する。西郊のウェストファーゴには合衆国最大級の精肉工場を擁する。
ウェストファーゴ、およびレッド川を挟み東のムーアヘッドと東西に単一の都市圏を形成している。都市域が農地に食い込むように広がっているが、周囲の農地と都市域の境界ははっきりしている。都市のサイズは最大東西15km、南北15kmであり◇形に都市域が広がる。
ヒマワリ栽培が盛んである。
2. ビスマーク (Bismarck) - 州都、ミズーリ川の輸送中継地点として栄えた。大陸横断鉄道との中継地点でもあった。ルイス・クラーク探検隊ゆかりの史跡が数多く存在する。ミズーリ川を挟んで西のマンダンと共に都市圏を成す。標高512m。ドイツの鉄血宰相ビスマルクから名を取った都市。
3. グランドフォークス (Grand Forks) - 州北東部の中核都市。ファーゴの北に位置する。大陸横断鉄道の駅が置かれた都市のひとつである。また、ノースダコタ大学の大学町でもある。レッド川の対岸、ミネソタ州イーストグランドフォークスとともに都市圏を形成する。標高254m。
4. マイノット (Minot) - 州中西部の中核都市。グレートノーザン鉄道とカナダ太平洋鉄道が交差するため、鉄道輸送の中核ともなった。標高482m。
5. ウィリストン (Williston) - 州北西部の中核都市。ミズーリ川の水運の中継点として栄えた。2010年代の石油ブームで、鉱業都市として著しい発展を遂げた。標高573m。
6. ディッキンソン (Dickinson) - 州南西部の中核となる都市、山地への出入り口に位置し、州間高速道路94号線に接する。標高738m。
7. ジェームズタウン (Jamestown) - 州南東部の中核となる都市。州都移転先候補に挙がったこともあった。やはり州間94号線に接する。標高430m。
8. ワーペトン (Wahpeton) - 州南東端に位置する都市。州間29号線に近い。ファーゴと広域都市圏を成す。
9. デビルズレイク (Devils Lake) - 州中東部、比較的大きな湖が集中している中心に広がる。国道2号線沿い、グランドフォークスとマイノットのほぼ中間に位置する。標高449m。
10. バレーシティ (Valley City) - 州南東部、州間94号線沿いの新興都市。ファーゴの85km西、同市とジェームズタウンとのほぼ中間に位置する。標高371m。

山岳部時間帯に属するノースダコタ州の郡
郡全体が山岳部標準時/夏時間
郡の一部が山岳部標準時/夏時間

## 等時帯
ノースダコタ州の大半は中部標準時 (CST) / 夏時間 (CDT) に属するが、州の南西部、ミズーリ川の右岸側は概ね山岳部標準時 (MST) / 夏時間 (MDT) に属する。ただし、ミズーリ川右岸側にも、例えばマンダン市を抱えるモートン郡など、左岸側との関わりで郡全体または一部が中部時間帯に属する郡もある。この境界の引き方のため、例えばディッキンソンは山岳部標準時/夏時間だが、ウィリストンはミズーリ川左岸にあるがために中部標準時/夏時間になり、経度上はディッキンソンより西にあるにもかかわらず1時間進んでいる。

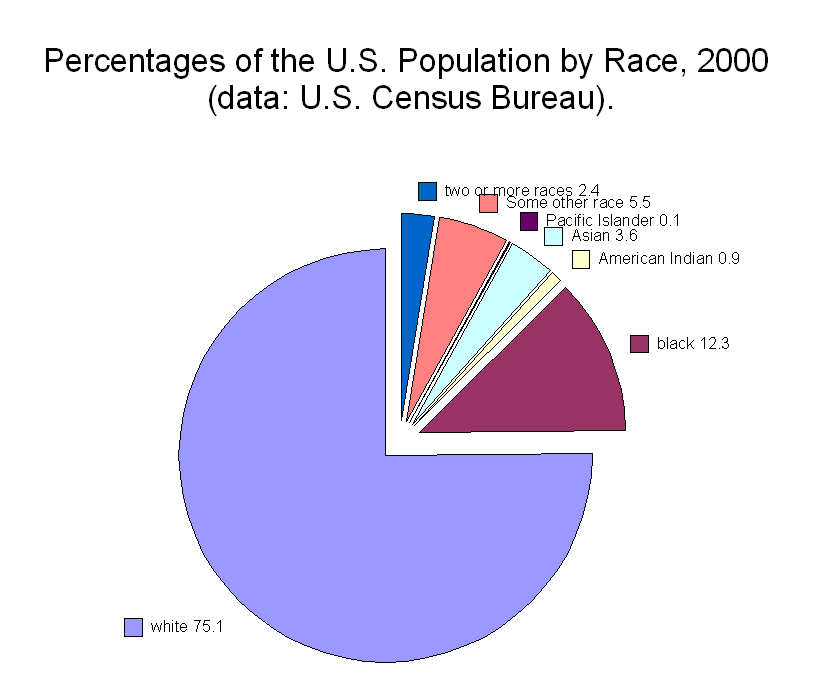
合衆国の人種構成

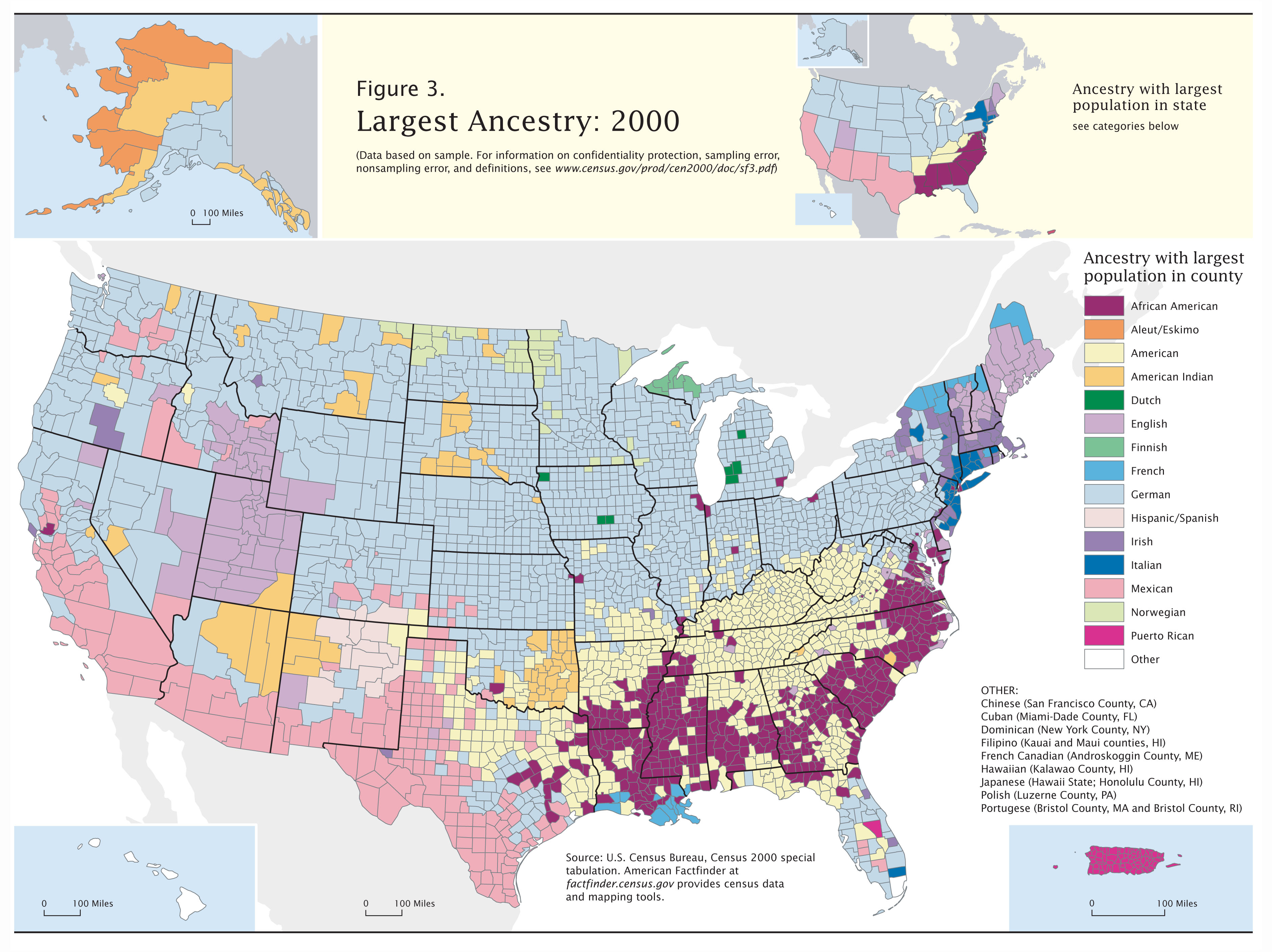
合衆国の民族分布 全体にドイツ系（灰水色）が優勢であると分かる。ノースダコタ州には例外的にノルウェー系（薄緑色）が目立つ。

## 民族
2005年の統計によると、州民のうち92.4%がヨーロッパ系、4.9%がネイティブ・アメリカンである。この2つだけで97.3%を占める。州別統計によるとネイティブ・アメリカンの比率では7位に当たる。これは移住政策に由来する。アフリカ系の比率は0.8%と低い。
アメリカ合衆国に居住する人々は、約1/4がドイツ系、約1/6がイギリス系、同じく約1/6がアイルランド系、1/8を占めるアフリカ系であり、以上で2/3を占める。これにアジア系、イタリア系、フランス系が続く。ノースダコタ州は全米平均と比較すると、特にドイツ系 (43.9%) に偏っている。次にノルウェー系 (30.1%)、アイルランド系 (7.7%)である。以上で8割を超えてしまう。
ノルウェー系は合衆国全体を俯瞰しても、モンタナ州北西端からノースダコタ州の北西部にかけて、もう一つノースダコタ州東部中央からミネソタ州北西部にかけて主に分布している。つまり、合衆国の中でもノースダコタは最もノルウェー系が集中している州ということになる。イギリス系の住民はグランドフォークスやデヴィルズレイクなどの州北東部、もしくはウィリストンなどの州北西部に集中している。これはノルウェー系の分布とほぼ重なっているがノルウェー系の方が優勢である。ディキンソン周辺は例外的にスラブ系の移民の子孫が多い。
ネイティブ・アメリカンは、州南東端を除く3つの居留地に集中している。

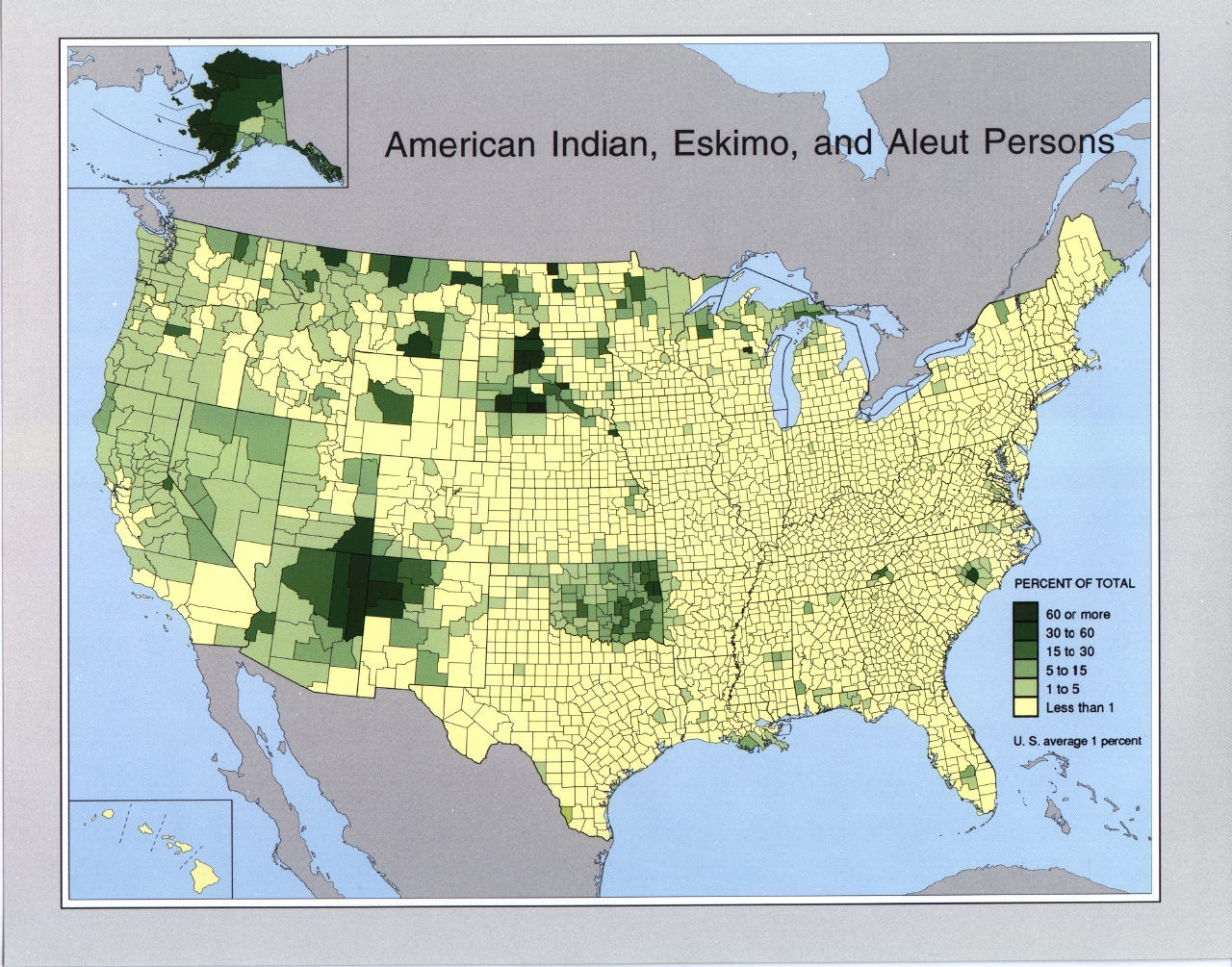
アメリカ合衆国に居住するネイティブ・インディアンなどの比率（郡単位） 緑色が濃いほど比率が高い。薄緑が1-5%、緑が濃くなるに従って、5-15%、15-30%、30-60%、60%以上を示す。ノースダコタ州内にも比率が60%を超える郡が点在する

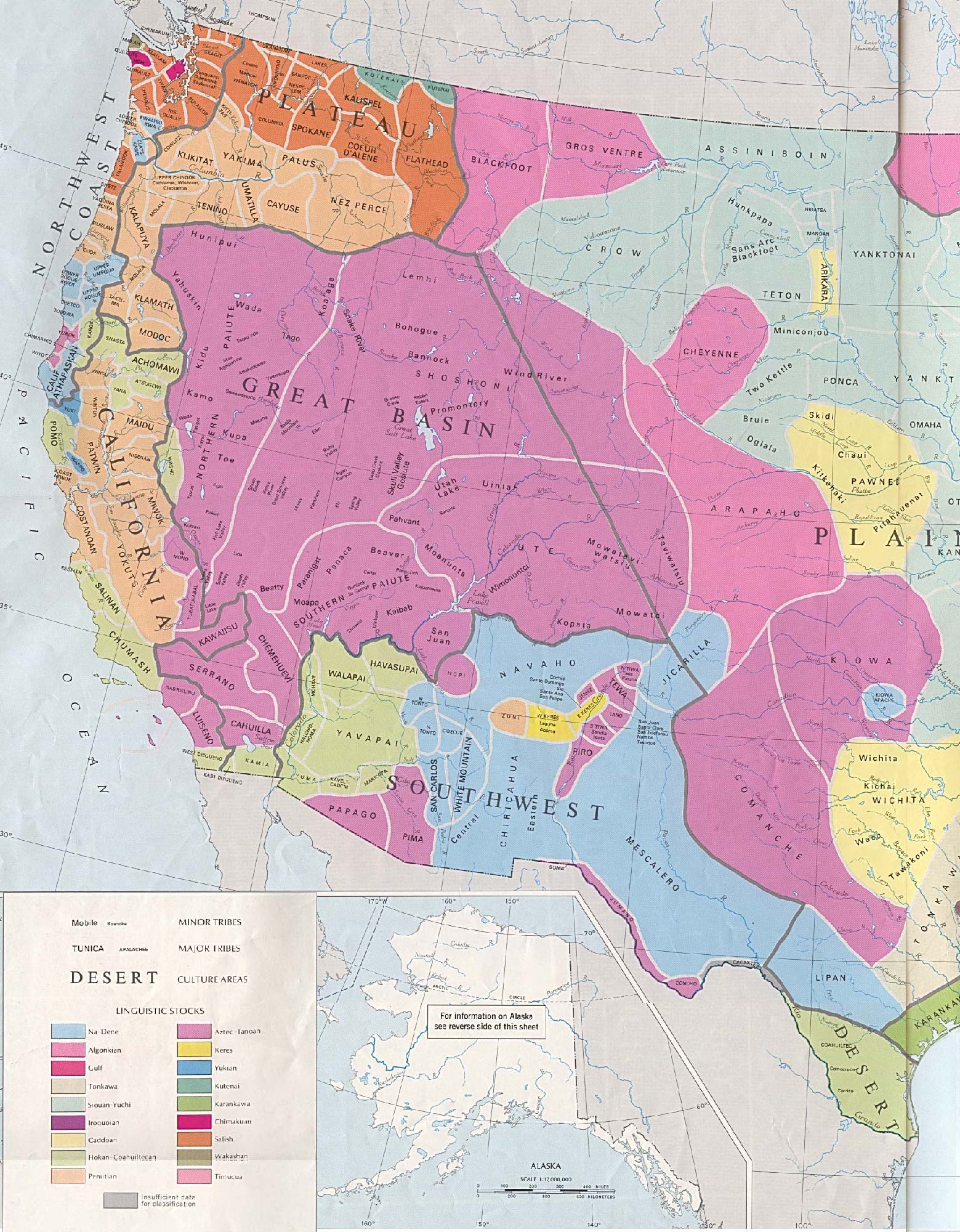
北米大陸西部のネイティブ・アメリカンの分布

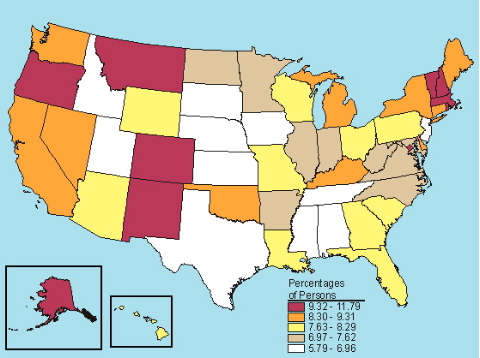
合衆国における違法薬物の使用 西部山岳地帯と東部が高い。ノースダコタ州（肌色）の使用率は低く、人口の6.97から7.62%が違法薬物を使用している。

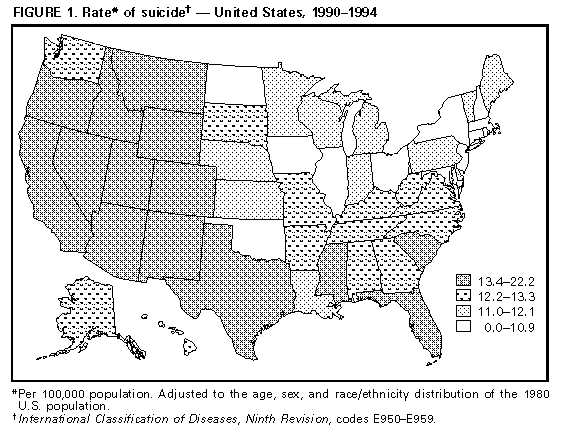
合衆国における自殺率 一般に西部が高く人口10万人当たり13.4人を超える。ノースダコタ州は白で表されており10.9人以下である

## 註
1. 1 2 3 4  QuickFacts. U.S. Census Bureau. 2020年.
2. ↑  Most Dagerous/Safest State Award 1994-2007. Morgan Quitno Press. 2007年3月22日.
3. ↑  Kent, D. M. and J. E. Christopher. Chapter 27 - Geological History of the Williston Basin and Sweetgrass Arch. Atlas of the Western Canada Sedimentary Basin. Comp. G.D. Mossop and I. Shetsen. Canadian Society of Petroleum Geologists and Alberta Research Council. 1994年. 2022年1月23日閲覧.
4. ↑  Historical Weather for Bismarck, North Dakota, United States of America. Weatherbase.com. 2022年2月11日閲覧.
5. 1 2  aking leonardite: Long-time additive made in Williston. Agweek. Forum Communications Company. 2008年8月31日. 2022年2月6日閲覧.
6. ↑  North Dakota Leonardite. Minerals Technologies. 2022年2月6日閲覧.
7. ↑  アグロリグ®SC（旧エナゾール）. ボルクレイ・ジャパン. 2022年2月6日.
8. ↑  Pugliaresi, Lucian and Trisha Curtis. ＜特別寄稿＞米国ノースダコタ州のシェールオイルThe Bakken Boom ～An Introduction to North Dakota's Shale Oil～. pp.49-61. 訳 ･ 編: 本橋貴行. 石油・天然ガスレビュー. Vol.45. No.6. 石油天然ガス・金属鉱物資源機構. 2011年11月. 2022年1月23日閲覧.
9. ↑  Time Zones in North Dakota. timebie.com. 2022年1月31日閲覧.

### 全般
- Statistical Abstruct of the United States:2004-2005, U.S. Census Bureau ISBN 0-16-072330-2 - 商務省国勢調査局による連邦と州レベルの各種統計資料集
  - U.S.Census Bureau - 上記のWebページ版
- Official Portal for North Dakota State Government - 州政府の公式Webサイト
- North Dakota State Data Center - North Dakota State Data Center at North Dakota State University
- North Dakota MapStats from FedStats - 連邦政府のさまざまな部局の統計資料をまとめて閲覧できるWebページ。ノースダコタ州と合衆国全体の統計数値の比較、郡、都市ごとの統計に簡単にアクセスできる。

### 地形
- 貝塚爽平編 『世界の地形』 東京大学出版会 ISBN 4-13-060714-6
- 貝塚爽平ほか編 『写真と図で見る地形学』 東京大学出版会 ISBN 4-13-062080-0
- Rand McNally North Dakota South Dakota State Map, Rand McNally & Company ISBN 0-528-99502-2 - 両ダコタの道路を中心とした地図
- Geology in North Dakota - ノースダコタ州立大学がまとめた州の地理情報、地形に関する写真が参考になるほか、有用なリンク集もある
- North Dakota Geological Survey - 州政府による地質調査結果をまとめたWebページ
  - Mineral Resouces of North Dakota: CEMENT ROCK - 上記Webページ内で石灰岩に関する調査結果をまとめたサブページ。ホワイトビュート山の写真もある。
- USGS Program in North Dakota - アメリカ地質調査所 (USGS) によるノースダコタ州の水系に関する調査結果
- Distribution and Dispersal of Fishes in the Red River Basin - 研究者によるレッド川流域における魚類の研究論文 John J. Peterka and Todd M. Koel
  - Results - 上記Webページの関連ページ。レッド川と州東部の都市の位置関係が分かりやすい。
- Garrison Dam: A Half Century Later[リンク切れ] - 州政府が発行する North Dakota OUTDOORS誌 の編集者RON WILSONがまとめたギャリソンダムに関するPDFファイル
- NPS:Nature & Science >> National Natural Landmarks - 内務省が認定したナショナル・ナチュラル・ランドマークに関するWebページ

### 土地の用途
- Dakota Prairie Grasslands - 農務省森林局によるナショナル・グラスランドに関するWebページ

### 気候
- Advanced Hydrologic Prediction Service: Eastern North Dakota/Grand Forks - 商務省海洋大気庁気象局による合衆国の全主要河川に関する氾濫、洪水情報から、ノースダコタに関するもの（レッド川の測定結果、予測ページ）
- United States Department of Agriculture ;Natural Resouces Consevation Service - Soils - 農務省自然資源保全局 (NRCS) による合衆国全域の土壌分布に関するWebページ
- 松井健 『土壌地理学序説』 築地書館 ISBN 4-8067-1137-3 - 土壌分類と構造、成因に関する研究がまとまっている。
- Living in a land of extremes - ファーゴ市に本社を置くForum Communications社によるノースダコタ州の自然災害の記録をまとめたWebページ。1966年3月のブリザードに関する記述も見られる。Webサイト全体としてノースダコタ州東部の生活情報、イエローページ情報が充実しており、地方紙として読める。
- American Wind Energy Association - 米国風力協会のWebサイト

### 産業
- NASS - North Dakota Reports and Statistics - 農務省農業統計局 (NASS) によるノースダコタ州の統計資料をまとめたWebページ
- NORTH DAKOTA OIL AND GAS FIELD MAPS - 内務省土地管理局 (BLM) による両ダコタとモンタナにおける原油と天然ガス鉱区の調査結果
- 『週刊東洋経済 臨時増刊 海外進出企業総覧 2006 （国別編）』 東洋経済新報社 JANコード 4910201390564

### 交通
- OAG Flight Guide North America, January 01, 2006, Vol.32, No.7, OAG Worldwide ISSN 1528-7556 - イギリスOfficial Airline Guide社による北米のフライトスケジュール一覧（時刻表）
  - Flights schedules, countries, airlines and airport guides - 上記のWebページ版
- Amtrak - Routes - Northwest - アムトラックのEmpire Builder路線に関するWebページ

### 都市と人口
- ND Hub Exploerer Viewer - 州政府が提供するレイヤ分けされた州の地図
- Official Web Site for Bismark, North Dakota - 州都ビスマーク市の公式Webサイト
- 『新詳高等地図』 帝国書院 ISBN 4-8071-4097-3 - 日本語表記の基準として。